# Un si grand soleil
Production
Diffusion
Un si grand soleil est un feuilleton télévisé français produit par France.tv studio et créé par Olivier Szulzynger, Eline Le Fur, Cristina Arellano et Stéphanie Cotta.
En France, il est diffusé quotidiennement du lundi au vendredi du 27 août 2018 au 6 septembre 2024 sur France 2 de 20 h 45 à 21 h 10, puis sur France 3 depuis le 9 septembre 2024, toujours du lundi au vendredi à 20 h 40, la diffusion est précédée à 20 h 20 de la rediffusion de l'épisode de la veille (uniquement sur France 3).
Le feuilleton est actuellement diffusé sur TV5 Monde et sur France 3 Via Stella et sur la chaine numérique france.tv séries, et anciennement sur les chaînes France 4 et France Ô.
En Belgique, il est diffusé sur RTBF Tipik et Auvio, et auparavant au Luxembourg sur RTL TVI (du 16 octobre 2018 au 5 novembre 2020) puis exclusivement en streaming sur RTLPlay et en Suisse sur Rouge TV.

## Synopsis
Le feuilleton suit la vie quotidienne de familles et divers personnages habitant Montpellier, auxquels arrivent des histoires amicales ou amoureuses, voire des drames ou des deuils.

## Distribution
Sauf indication contraire, les informations mentionnées dans cette section peuvent être confirmées par la base de données cinématographiques IMDb,  présente dans la section « Liens externes ».

## Personnages principaux et réguliers actuels
- Aïssam Medhem : Akim Alami (2018-2025)[8]
- Chrystelle Labaude : Élisabeth Bastide (2018-2025)
- Coline Ramos-Pinto : Kira Mogaret (2020-2025)[9]
- Moïse Santamaria : Manu Léoni (2018-2025)
- Emma Colberti : Ève Prodi (2018-2025)
- Mélanie Maudran : Claire Estrela (2018-2025)
- Benjamin Bourgois : Alexandre Levy (2018-2025)
- Bertrand Farge : Victor Estrela (2018-2025)
- Marie-Gaëlle Cals : Cécile Alphand (2018-2025)
- Malik Elakehal El Miliani	: Bilal Alami (2018-2025)
- Frédérique Kamatari : Monette Réal (2018-2024)
- Yvon Back : Clément Becker (2019-2025)
- Folco Marchi : Ludovic Métay (2018-2025)
- Frédéric van den Driessche : Dr Alain Alphand (2018-2025)
- Aurore Delplace : Johanna Lemeur (2019-2025)
- Julien Masdoua : Enric Réal (2018-2024)
- Tonya Kinzinger : Janet Lewis (2019-2025)
- Fabrice Deville : Florent Graçay (2019-2025)
- Malya Roman : Élise Borrel (2019-2025)
- Franck Adrien : le procureur Bernier (2019-2025)
- Gaëla Le Devehat : Sabine Becker (2019-2025)
- Teïlo Azaïs : Enzo Graçay (2019-2025)
- Stéphane Monpetit : Eliott Faure (2018-2022, 2024-2025)
- Soria Moufakkir : Yasmine Benjelloun (2019-2024)
- Quentin Gracias : David Provins (2019-2024)
- Laurent Frattale : Maître Serge Levars (2018-2025)
- Shirley Bousquet : Laetitia Mézan (2019-2024)
- Khalid Maadour : Laurent Berthier (2019-2025)
- Nicolas Lancelin : Charles Dubois (2018-2025)
- Nadia Fossier : Alix Dardel (2021-2025)
- Constantin Balsan : Yann Cross (2021-2025)
- Victorien Robert : Dimitri Ferrant (2021-2025)
- Bibi Tanga : Hugo Touré (2021-2025)
- Sophie Le Tellier : Hélène Dambreville (2020-2025)
- Samuel Allain Abitbol : Rémy (2021-2025)
- Catherine Wilkening : Claudine Becker (2021-2025)
- Clara Botte : Margot Klein (2023-2025)
- Lola Klodawski : Elodie Chalon (2021-2025)
- César Méric : Marc Mourre (2022-2025)
- Sylvain Boccara : Louis Mourre (2022-2025)
- Maëva Pasquali : Léonor Lastera-Mourre (2022-2025)
- Lila Guiraud : Thaïs Collignon (2022-2025)
- Maxence Victor : Ulysse Brunel (2022-2025)
- Lucas Ivoula : Robin Cresson (2022-2024)
- Nicolas Gérout : Thierry Valois (2022-2025)
- Sarah Jague : Emma Lopez (2023-2025)
- Matthieu Rodriguez : Achille Lemeur (2023-2025)
- Smadi Wolfman : Catherine Laumière (2024-2025)
- Léa Gillard : Laurine Laumière (2023-2025)
- Jules Bahloul : Boris Laumière (2023-2025)
- Alika Del Sol : Carine Garand (2023-2025)
- Emmanuelle Bouaziz : Flore Martin (2024-2025)
- Félicien Araud : Tiago Martin (2024-2025)
- Lou Kuma Kudi : Muriel Nasco (2024-2025)
- Nathan Dellemme : Procureur Michel Picard (2024-2025)
- Franck Borde : Nicolas Bert (2024-2025)
- Ophélie Koering : Marie-Sophie Guérin (2024-2025)
- Yvon Martin : Sohan Guérin (2024-2025)
- Clémence Boeuf : Charlotte Guérin (2024-2025)
- Françoise Lépine : Clémence la mère de Flore (2025)
- Adriel Sorrente : Pablo le fils d’Hugo (2025)
- Rodolphe Sand : Yvon Chaligny l’ex d’Ulysse (2022-2023 ; 2025-)
- Stéphane Brel : Pascal Marceau (2025)[10]

## Anciens personnages principaux et réguliers
- Gary Guénaire : Théo Estrela (2018-2019)
- Manuel Blanc : Guilhem Cabestan (2018-2024)
- Alban Aumard : Gary Legrand (2018-2023)
- Maéva El Aroussi : Inès Legrand (2018-2023)
- Auguste Yvon : Arthur Bastide (2018-2022)
- Mélanie Robert : Manon Bastide (2018-2020)
- Jennifer Dubourg-Bracconi : Davia Levy (2018-2024)
- Maëlle Mietton : Alice Bastide (2018-2022)
- Marie-Clotilde Ramos-Ibañez : Sofia Caballo (2018-2022)
- Naïma Rodric : Lucille Salama (2018-2022)
- Nathan Bensoussan : Antonin Poujol (2018-2022)
- Jeremy Banster : Julien Bastide (2018-2021)
- Élisabeth Margoni : Maryline Legrand (2018-2022)
- Ishtvan Nekrasov : Dylan Soriano (2018-2022)
- Christophe Favre : Gérald Soriano (2018-2022)
- Siham Falhoune : Anissa Benjelloun (2019-2022)
- Baya Belal : Hafida Alami (2019-2022)
- Hubert Benhamdine :  Christophe Lemeur (2019-2024)
- Valérie Kaprisky : Jo Réal (2018-2020)
- Léonie Dahan-Lamort : Camille Léoni (2019-2022)
- Marthe Fieschi : Léa Berville (2018-2020)
- Guillaume Delorme : Evan Cresson (2022-2024)
- Randiane Naly : Chloé Cresson (2022-2024)
- Jérémie Covillault : François Laumière (2023-2024)
- Marie Fèvre : Maéva Garand (2023-2025)
- Julie Boulanger : Elsa Châlin (2019-2021)
- Dorylia Calmel : Justine Aja (2019-2022)
- Stana Roumillac : Prune (2018-2021)
- Rebecca Truffot : Stéphanie Godard (2018-2021)
- Pierre Diot : Jacques Rabier (2022-2024)
- Gabrielle Lazure : Marie Estrela (2018-2019)
- Olivier Soler : André Faure (2018-2021)
- Maï Anh Lê : docteur Oriol (2018-2021)
- Matéo Paitel : Tom Lopez (2023-2025)
- Fred Bianconi : Virgile Berville (2018-2023 et 2025)
- Franck Adrien : le procureur Bernier (2019-2025)
- Guillaume De Montlivaut : Valéry Blamont (2019-2025)
- Joanna Sangua : Rebecca Marty Vétérinaire (2024-2025)

## Épisodes
| Saison | Saison | Épisodes | Épisodes | Intrigues | Intrigues | France (France 2 puis France 3) | France (France 2 puis France 3) | Belgique et Luxembourg (RTL-TVI) | Belgique et Luxembourg (RTL-TVI) | France, Belgique, Canada et Suisse (TV5 Monde) | France, Belgique, Canada et Suisse (TV5 Monde) |
| Saison | Saison | Épisodes | Épisodes | Intrigues | Intrigues | Début de saison                 | Fin de saison                   | Début de saison                  | Fin de saison                    | Début de saison                                | Fin de saison                                  |
| ------ | ------ | -------- | -------- | --------- | --------- | ------------------------------- | ------------------------------- | -------------------------------- | -------------------------------- | ---------------------------------------------- | ---------------------------------------------- |
|        | 1      | 1292     | 260      | 47        | 11        | 27 août 2018                    | 23 août 2019                    | 16 octobre 2018                  | 22 août 2019                     | 7 janvier 2019                                 | 14 janvier 2020                                |
|        | 2      | 1292     | 210      | 47        | 10        | 26 août 2019                    | 28 août 2020                    | 23 août 2019                     | 26 août 2020                     | 15 janvier 2020                                | 30 octobre 2020                                |
|        | 3      | 1292     | 250      | 47        | 13        | 31 août 2020                    | 27 août 2021                    | 27 août 2020                     | 6 novembre 2020                  | 31 octobre 2020                                |                                                |
|        | 4      | 1292     | 250      | 47        | 13        | 30 août 2021                    | 30 septembre 2022               |                                  |                                  |                                                |                                                |
|        | 5      |          | 325      |           |           | 3 octobre 2022                  | 6 décembre 2023                 |                                  |                                  |                                                |                                                |
|        | 6      |          |          |           |           | 7 décembre 2023                 | 7 janvier 2025                  |                                  |                                  |                                                |                                                |
|        | 7      |          |          |           |           | 8 janvier 2025                  | En cours                        |                                  |                                  |                                                |                                                |

## Exportation

### Pays
| Pays                                             | Titre              | Chaîne              | Début            | Fin                 | Statut |
| ------------------------------------------------ | ------------------ | ------------------- | ---------------- | ------------------- | --- |
| France Belgique Suisse Luxembourg Andorre Monaco | Un si grand soleil | France 2            | 27 août 2018     | 6 septembre 2024    | Diffusé à 20 h 45. |
| France Belgique Suisse Luxembourg Andorre Monaco | Un si grand soleil | France 3            | 9 septembre 2024 | En cours            | Rediffusion de l'épisode la veille à 20 h 20. Puis inédit diffusé à 20 h 40. |
| France Belgique Suisse Luxembourg Andorre Monaco | Un si grand soleil | France 4            | 21 avril 2019    | Fin (date inconnue) | Rediffusion des épisodes de la semaine à 19 h le dimanche et à partir du 23 juin 2019, rediffusion des épisodes de la semaine à 1 h le lundi.                                                                                |
| France Belgique Suisse Luxembourg Andorre Monaco | Un si grand soleil | France Ô            | 28 janvier 2020  | 24 août 2020        | Rediffusion depuis le début de la série jusqu'à l'épisode 150, la semaine à 19 h (avec rediffusion le lendemain à 12 h et de tous les épisodes de la semaine le samedi à 11 h. Arrêté à la suite de la clôture de la chaîne. |
| France Belgique Suisse Luxembourg Andorre Monaco | Un si grand soleil | France 3 Via Stella | 29 mars 2020     | En cours            | Rediffusion depuis le début de la série au rythme de six épisodes le dimanche en prime time, puis rediffusion en semaine à 10 h 20.                                                                                          |
| France                                           | Un si grand soleil | Salto               | 20 octobre 2020  | 27 mars 2023        | Épisodes mis en ligne avec deux épisodes d'avance sur France 2. |
| France                                           | Un si grand soleil | France.tv           | 28 mars 2023     | En cours            | Épisodes mis en ligne avec deux épisodes d'avance sur France 2. Depuis le vendredi 5 janvier 2024, les 5 épisodes sont disponibles sur france.tv dès le vendredi qui précède la diffusion hebdomadaire.                      |
| France                                           | Un si grand soleil | France TV Séries    | 22 novembre 2023 | En cours            | Rediffusion de l'intégrale de la série sur la chaîne numérique france.tv séries |
| Belgique Luxembourg                              | Un si grand soleil | RTL TVI             | 16 octobre 2018  | 5 novembre 2020     | Arrêté définitivement, passage sur la plateforme RTLPlay Diffusion à 12 h 5 commencée avec l'épisode 38, les 37 premiers ayant été mis en ligne sur RTLPlay une semaine avant.                                               |
| Belgique Luxembourg                              | Un si grand soleil | RTLPlay             | 8 octobre 2020   | fin 2022            | Reprise exclusive en streaming de la diffusion quotidienne après l'arrêt sur RTL TVI. |
| Belgique Luxembourg                              | Un si grand soleil | RTBF Tipik          | 5 décembre 2022  | En cours            | Diffusé à 18h30 sur Tipik puis disponible en replay pendant une semaine sur Auvio |
| Suisse                                           | Un si grand soleil | Rouge TV            | 3 février 2020   | Fin (date inconnue) | Diffusé à 19 h 5 depuis le 3 février 2020. |
| France Belgique Canada Suisse                    | Un si grand soleil | TV5 Monde           | 7 janvier 2019   | En cours            | Diffusé à 13 h depuis le 7 janvier 2019 (avec 96 épisodes de retard sur France 2). |
| Bulgaria                                         |                    | bTV Story           | 1 février 2021   | En cours            | |

## Production

### Tournage
Les scènes se déroulant en extérieur dans la ville sont tournées à Montpellier, La Grande-Motte, Castelnau-le-Lez et Palavas-les-Flots, tandis que les scènes se passant dans la nature sont réalisées en Camargue ou dans les garrigues montpelliéraines, notamment dans les environs du pic Saint-Loup mais aussi autour du bassin de Thau avec quelques tournages dans le village de Bouzigues. Les scènes intérieures sont tournées dans un grand studio de 16 000 m2 de France Télévisions à Vendargues.

### Musique
La musique du générique, en anglais, Sun est interprétée par Talisco.

### Fiche technique
- Titre original : Un si grand soleil
- Création : Olivier Szulzynger, Eline Le Fur, Cristina Arellano et Stéphanie Tchou-Cotta, d'après une idée originale d'Olivier Szulzynger et Toma de Matteis
- Réalisation : épisodes 1 à 15 : Benoit d'Aubert, David Lanzmann, Marion Lallier et Chris Nahon[13]
- Musique : Talisco[2]
- Production : Toma De Matteis
- Société de production : France.tv Studio[2] et Epeios Productions
- Société de distribution : France 2
- Pays d’origine :  France
- Langue originale : français
- Format : couleur
- Genre : drame soap opera
- Durée : 22 à 26 minutes

## Accueil

### Audiences (série quotidienne de France 2)
- Le record d’audience historique du feuilleton date du 14 octobre 2020, il s'établit à 4 580 000 téléspectateurs avec 17,2 % de part de marché.
- Le moins bon score d’audience historique du feuilleton date du 28 août 2020, il s'établit à 1 520 000 téléspectateurs avec 10,8 % de part de marché. (Ce score s’explique notamment par la programmation tardive de deux épisodes, dans le but d’un rattrapage temporel au niveau des épisodes.)

#### Saison 1 (2018-2019)
Le premier jour, le 27 août 2018, la diffusion sur France 2 a été suivie par 4 010 000 téléspectateurs, représentant 18,8 % de part de marché.
Le record d’audience de cette saison date du 31 août 2018, il s'établit à 4 210 000 téléspectateurs avec 20,7 % de part de marché.

#### Saison 2 (2019-2020)
- Le record d'audience de cette saison date du 9 mars 2020, il s'établit à 4 210 000 téléspectateurs avec 16,9 % de part de marché.
- Le record de part de marché de cette saison date du 17 juillet 2020, il s'établit à 20,2 %, soit 3 860 000 téléspectateurs.

#### Saison 3 (2020-2021)
- Le record d'audience de cette saison date du 14 octobre 2020, il s'établit à 4 580 000 téléspectateurs avec 17,2 % de part de marché.
- Le record de part de marché de cette saison date du 4 septembre 2020, il s'établit à 18,3 %, soit 3 980 000 téléspectateurs.

### Critiques
Destiné à augmenter la fidélisation des téléspectateurs de France 2,, l'horaire de diffusion de ce feuilleton a pour conséquence de repousser le début des programmes de première partie de soirée de cinq à dix minutes plus tard qu'auparavant,,.
Aligné sur les feuilletons des chaînes privées, ce feuilleton est lui aussi ouvert au placement de produits.
L'orientation progressiste de ce feuilleton lui est parfois reprochée. Au contraire, Frédéric Lordon étrille la série, qui selon lui se contente de célébrer toutes les administrations françaises sans jamais approfondir le propos ; tous les conflits sont absents ou évacués ; aucun des problèmes du service public n'est abordé (état des locaux, sous-effectifs, réduction des budgets, violences policières, sexisme, racisme, etc.). Les logements comme les véhicules des personnages témoignent d'un niveau de vie peu crédible. La police est présente à chaque épisode, ce qui fait passer l'idée qu'elle est l'« épine dorsale de la société ». L'effet et le but sont politiques : endormir les classes populaires, décourager toute révolte, garantir la continuation de la société telle qu'elle est. Le financement par la région Occitanie en serait en partie la raison, cette « propagande » rejoignant les options politiques de Carole Delga.

### Récompenses et nominations
| Année | Récompenses             | Catégories                      | Nominations                                    | Résultats   | Réf.   |
| ----- | ----------------------- | ------------------------------- | ---------------------------------------------- | ----------- | ------ |
| 2019  | Soap Awards France 2019 | Meilleure série                 | Un si grand soleil                             | Nominations | [ 22 ] |
| 2019  | Soap Awards France 2019 | Meilleures actrices             | Mélanie Maudran                                | Nominations | [ 22 ] |
| 2019  | Soap Awards France 2019 | Meilleures actrices             | Mélanie Robert                                 | Nominations | [ 22 ] |
| 2019  | Soap Awards France 2019 | Meilleurs acteurs               | Gary Guénaire                                  | Nominations | [ 22 ] |
| 2019  | Soap Awards France 2019 | Meilleurs acteurs               | Moïse Santamaria                               | Nominations | [ 22 ] |
| 2019  | Soap Awards France 2019 | Meilleures nouveaux personnages | Janet Lewis interprétée par Tonya Kinzinger    | Nominations | [ 22 ] |
| 2019  | Soap Awards France 2019 | Meilleures nouveaux personnages | Johanna Lemeur interprétée par Aurore Delplace | Nominations | [ 22 ] |
| 2019  | Soap Awards France 2019 | Meilleurs duos / couples        | Claire Estrela et Manu Léoni                   | Nominations | [ 22 ] |
| 2019  | Soap Awards France 2019 | Meilleurs duos / couples        | Alice Bastide et Julien Bastide                | Nominations | [ 22 ] |
| 2019  | Soap Awards France 2019 | Meilleurs personnages méchants  | Eliott Faure interprété par Stéphane Monpetit  | Nominations | [ 22 ] |
| 2019  | Soap Awards France 2019 | Meilleurs personnages méchants  | Maxime interprété par Benoît Michel            | Nominations | [ 22 ] |
| 2019  | Soap Awards France 2019 | Meilleures intrigues            | La relation Manon/Maxime                       | Nominations | [ 22 ] |
| 2019  | Soap Awards France 2019 | Meilleures intrigues            | Qui a tué Angèle ?                             | Nominations | [ 22 ] |
| 2019  | Soap Awards France 2019 | Meilleures scènes               | Manon est sauvée (épisode 128)                 | Nominations | [ 22 ] |
| 2019  | Soap Awards France 2019 | Meilleures scènes               | Théo est agressé par Dylan (épisode 82)        | Nominations | [ 22 ] |
| 2020  | Soap Awards France 2020 | Meilleure série                 | Un si grand soleil                             | Nominations | [ 23 ] |
| 2021  | Soap Awards France 2021 | Meilleure série                 | Un si grand soleil                             | Nominations | [ 24 ] |
| 2021  | Soap Awards France 2021 | Meilleures actrices             | Shirley Bousquet                               | Nominations | [ 24 ] |
| 2021  | Soap Awards France 2021 | Meilleures actrices             | Aurore Delplace                                | Nominations | [ 24 ] |
| 2021  | Soap Awards France 2021 | Meilleurs acteurs               | Stéphane Monpetit                              | Nominations | [ 24 ] |
| 2021  | Soap Awards France 2021 | Meilleurs acteurs               | Moïse Santamaria                               | Nominations | [ 24 ] |
| 2021  | Soap Awards France 2021 | Meilleurs duos / couples        | Elise Borrel et Sofia Caballo                  | Nominations | [ 24 ] |
| 2021  | Soap Awards France 2021 | Meilleurs duos / couples        | Myriam Lévy et Claire Estrela                  | Nominations | [ 24 ] |

### Audiences
1. 1 2  « Audiences : "Un si grand soleil" démarre fort, carton pour "Scènes de ménages" sur M6 », sur Ozap, 28 août 2018 (consulté le 28 août 2018)
2. ↑  « Audiences access : Nagui reprend la tête d'un cheveu, "Le 19/20" en forme, "Un si grand soleil" en légère baisse », sur Ozap, 29 août 2018 (consulté le 28 août 2018)
3. ↑  « Audiences access : "DNA" leader, "La meilleure boulangerie" en hausse, "Un si grand soleil" en hausse », sur Ozapsite=Ozap, 30 août 2018 (consulté le 30 août 2018)
4. ↑  « Audiences access : "DNA" leader devant Nagui, "Scènes de ménages" à un haut niveau sur M6 », sur Ozap, 31 août 2018 (consulté le 31 août 2018)
5. ↑  « Audiences access : Nagui leader devant "DNA" en repli, "28 minutes" en forme, "Un si grand soleil" au plus haut », ozap.com,‎ 1er septembre 2018 (lire en ligne, consulté le 1er septembre 2018)
6. ↑  « Audiences : Très bon premier bilan pour un "Un si grand soleil", semaine historique pour "Scènes de ménages" », ozap.com,‎ 1er septembre 2018 (lire en ligne)
7. ↑  « Audiences access : "DNA" large leader devant Nagui, "Quotidien" devant "TPMP", "L'info du vrai" revient en baisse », ozap.com,‎ 4 septembre 2018 (lire en ligne, consulté le 4 septembre 2018)
8. ↑  « Audiences access : "DNA" leader, "Quotidien" devant "TPMP" qui passe sous le million, "Un si grand soleil" au plus bas », ozap.com,‎ 5 septembre 2018 (lire en ligne, consulté le 5 septembre 2018)
9. ↑  « Audiences access : "DNA" leader, "Quotidien" devance "TPMP" toujours sous le million, "C à vous" stable », ozap.com,‎ 6 septembre 2018 (lire en ligne, consulté le 7 septembre 2018)
10. ↑  « Audiences access : "C à vous" plus fort que "TPMP" en baisse, "Les Marseillais" en forme, "PBLV" au plus haut », ozap.com,‎ 7 septembre 2018 (lire en ligne, consulté le 7 septembre 2018)
11. ↑  « Audiences access : "C à vous" et "Un si grand soleil" en grande forme, "TPMP" au plus bas », ozap.com,‎ 8 septembre 2018 (lire en ligne, consulté le 8 septembre 2018)
12. ↑  « Audiences access : "DNA" leader, "TPMP" repasse devant "Quotidien", record pour "La meilleure boulangerie" », ozap.com,‎ 11 septembre 2018 (lire en ligne, consulté le 11 septembre 2018)
13. ↑  « Audiences access : "DNA" leader, "La meilleure boulangerie" au plus haut, "Quotidien" repasse devant "TPMP" », ozap.com,‎ 12 septembre 2018 (lire en ligne, consulté le 12 septembre 2018)
14. ↑  Toutelatele.com, « Audiences : Un si grand soleil boosté par Alex Hugo, Scènes de ménages puissant, Plus belle la vie résiste », Toutelatele,‎ 13 septembre 2018 (lire en ligne, consulté le 13 septembre 2018)
15. ↑  « Audiences access : "La meilleure boulangerie" au top, "Quotidien" devant "TPMP" en hausse, "C à vous" en forme », ozap.com,‎ 14 septembre 2018 (lire en ligne, consulté le 14 septembre 2018)
16. ↑  « Audiences access : "DNA" large leader, "TPMP" battu par Arte, "L'info du vrai" touche le fond », ozap.com,‎ 15 septembre 2018 (lire en ligne, consulté le 15 septembre 2018)
17. ↑  « Audiences access : "DNA" leader devant le jeu de Nagui, "Quotidien" au plus haut domine "TPMP" », ozap.com,‎ 18 septembre 2018 (lire en ligne, consulté le 18 septembre 2018)
18. ↑  « Audiences access : Nagui leader, "Quotidien" et "C à vous" plus puissants que le "TPMP" de B. Castaldi », ozap.com,‎ 19 septembre 2018 (lire en ligne, consulté le 19 septembre 2018)
19. ↑  « Audiences access : "DNA" leader, record de saison pour "Quotidien", "Le 19/20" et "La meilleure boulangerie" en forme », ozap.com,‎ 20 septembre 2018 (lire en ligne, consulté le 20 septembre 2018)
20. ↑  « Audiences access : "DNA" leader en hausse devant Nagui, "TPMP" au plus haut », ozap.com,‎ 21 septembre 2018 (lire en ligne, consulté le 21 septembre 2018)
21. ↑  « Audiences access : Début encourageant pour "TPMP People", "La villa" en hausse sur TFX pour la finale », ozap.com,‎ 22 septembre 2018 (lire en ligne, consulté le 22 septembre 2018)
22. ↑  « Audiences access : "DNA" signe son record historique, "Quotidien" au plus haut devant "TPMP" », ozap.com,‎ 25 septembre 2018 (lire en ligne, consulté le 25 septembre 2018)
23. ↑  « Audiences access : Au top, le jeu de Nagui repasse devant "DNA", "Quotidien" plus fort que "TPMP" », ozap.com,‎ 26 septembre 2018 (lire en ligne, consulté le 26 septembre 2018)
24. ↑  « Audiences access : Nouveau record historique pour "DNA", "Quotidien" devant "TPMP", "10 couples parfaits" faible », ozap.com,‎ 27 septembre 2018 (lire en ligne, consulté le 27 septembre 2018)
25. ↑  « Audiences access : Nagui repasse en tête, "La meilleure boulangerie", "Plus belle la vie" et "Les Marseillais" au top », ozap.com,‎ 28 septembre 2018 (lire en ligne, consulté le 28 septembre 2018)
26. ↑  « Audiences access : Nagui d'une courte tête devant "DNA", "Quotidien" au million, "TPMP People" en baisse », ozap.com,‎ 29 septembre 2018 (lire en ligne, consulté le 29 septembre 2018)
27. ↑  « Audiences access 20h : Records pour "Le 20h, le mag" et "Les Marseillais", "Un si grand soleil" au plus bas », ozap.com,‎ 3 octobre 2018 (lire en ligne, consulté le 3 octobre 2018)
28. ↑  « Audiences access 20h : "Quotidien" et "Une saison au zoo" en forme, "L'info du vrai, le mag" au plus bas », ozap.com,‎ 4 octobre 2018 (lire en ligne, consulté le 4 octobre 2018)
29. ↑  « Audiences access 20h : "TPMP" en hausse, "Scènes de ménages" en forme sur M6 », ozap.com,‎ 5 octobre 2018 (lire en ligne, consulté le 5 octobre 2018)
30. ↑  « Audiences access 20h : "C'est Canteloup" en petite forme, "C à vous, la suite" au plus bas, "28 minutes" en hausse », ozap.com,‎ 6 octobre 2018 (lire en ligne, consulté le 6 octobre 2018)
31. ↑  « Un si grand soleil : Catherine meurtrière d’Angèle, quelle audience ce samedi pour France 2 ? », toutelatele.com,‎ 7 octobre 2018 (lire en ligne, consulté le 7 octobre 2018)
32. ↑  « Audiences access 20h : Records de saison pour "Quotidien", le "19.45" et "L'info du vrai, le mag" », ozap.com,‎ 9 octobre 2018 (lire en ligne, consulté le 9 octobre 2018)
33. ↑  « Audiences access 20h : L'info de TF1 au top, "TPMP" en forme, record pour la P2 de "L'info du vrai - Le mag" », ozap.com,‎ 10 octobre 2018 (lire en ligne, consulté le 10 octobre 2018)
34. ↑  « Audiences access 20h : "Quotidien" large leader des talks, "28 minutes" au plus haut, record pour "Les Marseillais" », ozap.com,‎ 11 octobre 2018 (lire en ligne, consulté le 11 octobre 2018)
35. ↑  « Audiences access 20h : Record pour "Le 20h, le mag", "Quotidien" devant "TPMP", "Un si grand soleil" en petite forme », ozap.com,‎ 12 octobre 2018 (lire en ligne, consulté le 12 octobre 2018)
36. ↑  « Audiences access 20h : TF1 leader de l'info, "Quotidien" domine les talks, "Scènes de ménages" en tête des fictions », ozap.com,‎ 13 octobre 2018 (lire en ligne, consulté le 13 octobre 2018)
37. ↑  « Audiences access 20h : Records pour Anne-Sophie Lapix et Xavier de Moulins, "Scènes de ménages" puissant », ozap.com,‎ 16 octobre 2018 (lire en ligne, consulté le 16 octobre 2018)
38. ↑  « Audiences access 20h : "Un si grand soleil" au plus bas, record pour la P1 de "L'info du vrai, le mag" », ozap.com,‎ 17 octobre 2018 (lire en ligne, consulté le 17 octobre 2018)
39. 1 2 3 4  Quand il y a le foot, Scènes de ménages n'est diffusé sur M6 est donc Plus belle la vie se retrouve 1er et Un si grand soleil 2e où inversement.
40. ↑  « Audiences access 20h : Record pour "Quotidien", "28 minutes" en forme, "C à vous", la suite faible », ozap.com,‎ 18 octobre 2018 (lire en ligne, consulté le 18 octobre 2018)
41. ↑  « Audiences access 20h : "Quotidien" large leader des talks, "Un si grand soleil" plus suivi que "Plus belle la vie" », ozap.com,‎ 19 octobre 2018 (lire en ligne, consulté le 19 octobre 2018)
42. ↑  « Audiences access 20h : Le JT de TF1 boosté par Laeticia Hallyday, "Les Marseillais..." au plus bas », ozap.com,‎ 20 octobre 2018 (lire en ligne, consulté le 24 octobre 2018)
43. ↑  « Audiences access 20h : Records pour "TPMP" et "Le 20h, le mag", "Un si grand soleil" faible », ozap.com,‎ 23 octobre 2018 (lire en ligne, consulté le 24 octobre 2018)
44. ↑  « Audiences access 20h : "Tout le sport" et le "20 Heures" de France 2 en forme, "TPMP" en baisse », ozap.com,‎ 24 octobre 2018 (lire en ligne, consulté le 24 octobre 2018)
45. ↑  « Audiences access 20h : Record pour "Les Marseillais", le "19.45" de M6 et "28 minutes" à un haut niveau », ozap.com,‎ 25 octobre 2018 (lire en ligne, consulté le 25 octobre 2018)
46. ↑  « Audiences access 20h : "28 minutes" et "Quotidien" en forme, "TPMP" stable », ozap.com,‎ 26 octobre 2018 (lire en ligne, consulté le 26 octobre 2018)
47. ↑  « Audiences access 20h : "TPMP People" en nette baisse battu par "Quotidien" et "28 minutes" », ozap.com,‎ 27 octobre 2018 (lire en ligne, consulté le 27 octobre 2018)
48. ↑  « Audiences access 20h : "Touche pas à mon poste" en forme, "Les Marseillais" au top, "28 minutes" au plus bas », ozap.com,‎ 30 octobre 2018 (lire en ligne, consulté le 30 octobre 2018)
49. ↑  « Audiences access 20h : Record pour "Le 20h, le mag", "Tout le sport" en hausse, "Un si grand soleil" au plus bas », ozap.com,‎ 31 octobre 2018 (lire en ligne, consulté le 31 octobre 2018)
50. ↑  « Audiences access 20h : Le "20 Heures" de TF1 puissant, "C'est Canteloup" et "Les Marseillais..." en petite forme », ozap.com,‎ 1er novembre 2018 (lire en ligne, consulté le 1er novembre 2018)
51. ↑  « Audiences access 20h : "TPMP" et "Quotidien" à un haut niveau, "Un si grand soleil" faible », ozap.com,‎ 2 novembre 2018 (lire en ligne, consulté le 2 novembre 2018)
52. ↑  « Audiences access 20h : "Le 20h, le mag" en repli, "TPMP people" en hausse, "L'info du vrai, le mag" faible », ozap.com,‎ 3 novembre 2018 (lire en ligne, consulté le 3 novembre 2018)
53. ↑  « Audiences access 20h : L'info au top, "Scènes de ménages" en grande forme, "Quotidien" large leader des talks », ozap.com,‎ 6 novembre 2018 (lire en ligne, consulté le 6 novembre 2018)
54. ↑  « Audiences access 20h : Gilles Bouleau large leader info, record pour "C à vous, la suite", "Scènes de ménages" puissant », ozap.com,‎ 7 novembre 2018 (lire en ligne, consulté le 7 novembre 2018)
55. ↑  « Audiences access 20h : Gilles Bouleau en forme, "Quotidien" leader des talks, "TPMP" en hausse », ozap.com,‎ 8 novembre 2018 (lire en ligne, consulté le 8 novembre 2018)
56. ↑  « Audiences access 20h : "C'est Canteloup" en repli, "Quotidien" en très grande forme, "C à vous, la suite" au plus haut », ozap.com,‎ 9 novembre 2018 (lire en ligne, consulté le 10 novembre 2018)
57. ↑  « Audiences access 20h : "Quotidien" leader talks devant "TPMP ouvert à tous", "Scènes de ménages" au top », ozap.com,‎ 10 novembre 2018 (lire en ligne, consulté le 10 novembre 2018)
58. ↑  « Audiences access 20h : Record pour "Quotidien", "28 minutes" et "Les Marseillais" au plus haut », ozap.com,‎ 13 novembre 2018 (lire en ligne, consulté le 14 novembre 2018)
59. ↑  « Audiences access 20h : "Quotidien" devant "TPMP", les feuilletons quotidiens en forme », ozap.com,‎ 14 novembre 2018 (lire en ligne, consulté le 14 novembre 2018)
60. ↑  « Audiences access 20h : L'interview d'Emmanuel Macron bien suivie sur TF1, record pour "28 minutes" sur Arte », ozap.com,‎ 15 novembre 2018 (lire en ligne, consulté le 15 novembre 2018)
61. ↑  « Audiences access 20h : "TPMP" en petite forme, "Scènes de ménages" au top sur M6 », ozap.com,‎ 16 novembre 2018 (lire en ligne, consulté le 16 novembre 2018)
62. ↑  « Audiences access 20h : "Les Marseillais" en hausse, record égalé pour "Entrée libre" sur France 5 », ozap.com,‎ 17 novembre 2018 (lire en ligne, consulté le 17 novembre 2018)
63. ↑  « Audiences access 20h : Bouleau, Lapix et de Moulins au plus haut, records pour W9 et Arte », ozap.com,‎ 20 novembre 2018 (lire en ligne, consulté le 23 novembre 2018)
64. ↑  « Audiences access 20h : "TPMP" allongé au plus haut, records pour "Le 20h, le mag" et la P2 de "L'info du vrai, le mag" », ozap.com,‎ 21 novembre 2018 (lire en ligne, consulté le 23 novembre 2018)
65. ↑  « Audiences access 20h : Le "19.45" de M6 et "C'est Canteloup" en forme, "Quotidien" devant "TPMP" », ozap.com,‎ 22 novembre 2018 (lire en ligne, consulté le 23 novembre 2018)
66. ↑  « Audiences access 20h : Anne-Sophie Lapix réduit son écart avec Gilles Bouleau, "TPMP" en forme », ozap.com,‎ 23 novembre 2018 (lire en ligne, consulté le 23 novembre 2018)
67. ↑  « Audiences access 20h : Record pour "28 Minutes" devant "TPMP ouvert à tous" au plus haut, "Les Marseillais" en forme », ozap.com,‎ 24 novembre 2018 (lire en ligne, consulté le 24 novembre 2018)
68. ↑  « Audiences access 20h : Record pour "Quotidien", "L'info du vrai, le mag" au plus haut », ozap.com,‎ 27 novembre 2018 (lire en ligne, consulté le 30 novembre 2018)
69. ↑  « Audiences access 20h : L'info de TF1 leader, "TPMP" tardif à un bon niveau, "Scènes de ménages" en tête des fictions », ozap.com,‎ 28 novembre 2018 (lire en ligne, consulté le 30 novembre 2018)
70. ↑  « Audiences access 20h : "Quotidien" leader des talks, "TPMP" en baisse, "Scènes de ménages" en petite forme », ozap.com,‎ 29 novembre 2018 (lire en ligne, consulté le 30 novembre 2018)
71. ↑  « Audiences access 20h : "Le 20h, le mag" en petite forme, "Quotidien" en forme, Valérie Bénaïm résiste bien sur C8 », ozap.com,‎ 30 novembre 2018 (lire en ligne, consulté le 30 novembre 2018)
72. ↑  « Audiences access 20h : "Quotidien" leader des talks, "Plus belle la vie" au plus bas », ozap.com,‎ 1er décembre 2018 (lire en ligne, consulté le 1er décembre 2018)
73. ↑  « Audiences access 20h: "Quotidien" puissant, bon début pour "Les Princes et les Princesses de l'amour" sur W9 », ozap.com,‎ 4 décembre 2018 (lire en ligne, consulté le 5 décembre 2018)
74. ↑  « Audiences access 20h : "TPMP" en hausse, "Scènes de ménages" au plus haut », ozap.com,‎ 5 décembre 2018 (lire en ligne, consulté le 5 décembre 2018)
75. ↑  « Audiences access 20h : "C'est Canteloup" en forme, "Les Princes" au plus bas sur W9 », sur ozap.com (consulté le 7 décembre 2018)
76. ↑  « Audiences access 20h : Le "20 Heures" de TF1 puissant, "Touche pas à mon poste" en forme », sur ozap.com (consulté le 7 décembre 2018)
77. ↑  « Audiences access 20h : Anne-Claire Coudray domine largement l'info, "28 minutes" plus suivi que "TPMP ouvert à tous" », sur ozap.com (consulté le 8 décembre 2018)
78. ↑  « Audiences access 20h : Les "20 Heures" puissants, "C'est Canteloup" en petite forme sur TF1 », sur ozap.com (consulté le 12 décembre 2018)
79. ↑  « Audiences access 20h : "Quotidien" devant "TPMP", "Scènes de ménages" en forme sur M6 », sur ozap.com (consulté le 14 décembre 2018)
80. ↑  « Audiences access 20h : Les JT en baisse, "Quotidien" creuse l'écart avec "TPMP" », sur ozap.com (consulté le 14 décembre 2018)
81. ↑  « Audiences access 20h : "Quotidien" sous le million, "TPMP" en baisse, "Scènes de ménages" en forme », sur ozap.com (consulté le 15 décembre 2018)
82. ↑  « Audiences samedi : Record historique pour "C l'hebdo", "ONPC" en nette baisse », sur ozap.com (consulté le 16 décembre 2018)
83. ↑  « Audiences access 20h : "Quotidien" et "C à vous la suite" au plus haut », sur ozap.com (consulté le 18 décembre 2018)
84. ↑  « Audiences access 20h : "Quotidien" et "TPMP" en baisse, "Plus belle la vie" en forme », sur ozap.com (consulté le 19 décembre 2018)
85. ↑  « Audiences access 20h : "Quotidien" en grande forme, "TPMP" sous le million, "28 minutes" à un haut niveau », sur ozap.com (consulté le 21 décembre 2018)
86. ↑  « Audiences access 20h : Le "20 Heures" de France 2 en hausse, "TPMP" en forme, "Les princes..." au plus bas sur W9 », sur ozap.com (consulté le 21 décembre 2018)
87. ↑  « Audiences access 20h : Le JT de F2 et "Un si grand soleil" en forme, "Quotidien" et "TPMP ouvert à tous" puissants », sur ozap.com (consulté le 22 décembre 2018)
88. ↑  « Audiences access 20h : Le JT de TF1 et "Un si grand soleil" résistent bien, C8 large leader TNT », sur ozap.com (consulté le 25 décembre 2018)
89. ↑  « Audiences access 20h : "Les Princes" sur W9 et les feuilletons quotidiens en hausse », sur ozap.com (consulté le 26 décembre 2018)
90. ↑  « Audiences access 20h : "28 minutes" plus fort que le best of de "TPMP", "Un si grand soleil" en hausse », sur ozap.com (consulté le 27 décembre 2018)
91. ↑  « Audiences access 20h : "Le 20 Heures" de France 2 à un haut niveau, le best of de "Quotidien" en hausse sur TMC », sur ozap.com (consulté le 28 décembre 2018)
92. ↑  « Audiences access 20h : L'info de TF1 leader, France 5 en grande forme avec la suite du "5 sur 5" de Maxime Switek », sur ozap.com (consulté le 29 décembre 2018)
93. ↑  « Audiences access 20h : Les vœux d'Emmanuel Macron plus suivis sur France 2 que sur TF1 », sur ozap.com (consulté le 1er janvier 2019)
94. ↑  « Audiences access 20h : L'info de France 2 et de M6 à un haut niveau, "Les Princes" en nette hausse sur W9 », sur ozap.com (consulté le 2 janvier 2019)
95. ↑  « Audiences access 20h : Le "19.45" de M6 au plus haut, le best of de "Quotidien" plus fort que celui de "TPMP" », sur ozap.com (consulté le 3 janvier 2019)
96. ↑  « Audiences access 20h : Record pour "Les Princes" sur W9, le best of de "Quotidien" en forme », sur ozap.com (consulté le 4 janvier 2019)
97. ↑  « Audiences access 20h : "Le 5 sur 5" domine les talks, petite forme pour "Plus belle la vie" », sur ozap.com (consulté le 5 janvier 2019)
98. ↑  « Audiences access 20h : Le JT de TF1 boosté par E. Philippe, Lapix au plus bas, bon retour pour "Quotidien" et "TPMP" », sur ozap.com (consulté le 9 janvier 2019)
99. ↑  « Audiences access 20h : "TPMP" devant "Quotidien", "Un si grand soleil" en petite forme », sur ozap.com (consulté le 9 janvier 2019)
100. ↑  « Audiences access 20h : "Quotidien" devant "TPMP", "Plus belle la vie" stable », sur ozap.com (consulté le 11 janvier 2019)
101. ↑  « Audiences access 20h : "Quotidien" leader des talks devant "TPMP", petite forme pour "C'est Canteloup" », sur ozap.com (consulté le 11 janvier 2019)
102. ↑  « Audiences access 20h : "Quotidien" leader talks au plus bas, "28 minutes" fédère plus que "TPMP ouvert à tous" », sur ozap.com (consulté le 12 janvier 2019)
103. ↑  « Audiences access 20h : "Quotidien" devant "TPMP", "Les Princes" en forme sur W9 », sur ozap.com (consulté le 18 janvier 2019)
104. ↑  « Audiences access 20h : Les "20 Heures" faiblards, "Le 20h le mag" au plus bas, "TPMP" et "Quotidien" au coude-à-coude », sur ozap.com (consulté le 18 janvier 2019)
105. ↑  « Audiences access 20h : Mélenchon fait flancher le "20 Heures" de France 2, "Quotidien" leader talks », sur ozap.com (consulté le 18 janvier 2019)
106. ↑  « Audiences access 20h : Le "20 Heures" de France 2 bloque sous les 20%, "Quotidien" leader talks », sur ozap.com (consulté le 18 janvier 2019)
107. ↑  « Audiences access 20h : "Quotidien" devant "TPMP", "28 minutes" au top », sur ozap.com (consulté le 19 janvier 2019)
108. ↑  « Audiences access 20h : "C'est Canteloup" en forme, "Quotidien" devant "TPMP" », sur ozap.com (consulté le 24 janvier 2019)
109. ↑  « Audiences access 20h : "Quotidien" leader, record pour "Entrée libre" sur France 5 », sur ozap.com (consulté le 24 janvier 2019)
110. ↑  « Audiences access 20h : "Quotidien" devant "TPMP", "28 minutes" en forme », sur ozap.com (consulté le 24 janvier 2019)
111. ↑  « Audiences access 20h : "Quotidien" et "TPMP" en forme, "Les Princes" en hausse sur W9 », sur ozap.com (consulté le 25 janvier 2019)
112. ↑  « Audiences access 20h : "TPMP ouvert à tous" au plus haut, "C'est Canteloup" au plus bas », sur ozap.com (consulté le 26 janvier 2019)
113. ↑  « Audiences access 20h : "Quotidien" en forme devant "TPMP", "28 minutes" à un bon niveau », sur ozap.com (consulté le 2 février 2019)
114. ↑  « Audiences access 20h : "Quotidien" puissant leader des talks, "TPMP" en forme, "L'info du vrai, le mag" au plus bas », sur ozap.com (consulté le 2 février 2019)
115. ↑  « Audiences access 20h : "Quotidien" devant "TPMP", "PBLV" en forme, "Tout le sport" en hausse », sur ozap.com (consulté le 2 février 2019)
116. ↑  « Audiences access 20h : Record pour "Quotidien", "TPMP" en forme, "Un si grand soleil" en hausse », sur ozap.com (consulté le 2 février 2019)
117. ↑  « Audiences samedi : L'info de TF1 en forme, France 2 boostée par rugby », sur ozap.com (consulté le 3 février 2019)
118. ↑  « Audiences access 20h : "Quotidien" au top, "L'info du vrai, le mag" en forme », sur ozap.com (consulté le 5 février 2019)
119. ↑  « Audiences access 20h : "Quotidien" et "TPMP" en baisse, "Plus belle la vie" devant "Un si grand soleil" », sur ozap.com (consulté le 6 février 2019)
120. ↑  « Audiences access 20h : "Quotidien" en tête des talks, "28 minutes" en hausse sur Arte », sur ozap.com (consulté le 7 février 2019)
121. ↑  « Audiences access 20h : Record historique pour "Quotidien", "TPMP" stable, "Les Princes" en hausse sur W9 », sur ozap.com (consulté le 8 février 2019)
122. ↑  « Audiences access 20h : "C'est Canteloup" souffre, l'info de France 2 en bonne forme, "Quotidien" sous le million », sur ozap.com (consulté le 9 février 2019)
123. ↑  « Audiences access 20h : "Quotidien" devant "Touche pas à mon poste", "Plus belle la vie" en bonne forme », sur ozap.com (consulté le 12 février 2019)
124. ↑  « Audiences access 20h : "Quotidien" puissant, "Les princes..." (W9) en forme, "L'info du vrai, le mag" au plus bas », sur ozap.com (consulté le 13 février 2019)
125. ↑  « Audiences access 20h : "Quotidien" leader des talks, "TPMP" en petite forme, "L'info du vrai, le mag" en difficulté », sur ozap.com (consulté le 14 février 2019)
126. ↑  « Audiences access 20h : L'info de TF1 et M6 en baisse, "Quotidien" leader des talks, "TPMP" encore en petite forme », sur ozap.com (consulté le 15 février 2019)
127. ↑  « Audiences access 20h : "Quotidien" et "TPMP ouvert à tous" en forme, "Un si grand soleil" devant "PBLV" », sur ozap.com (consulté le 16 février 2019)
128. ↑  « Audiences access 20h : L'info de TF1 large leader, "Quotidien" net leader talks, bon retour pour "Les Marseillais" », sur ozap.com (consulté le 19 février 2019)
129. ↑  « Audiences access 20h : "Quotidien" leader talks, "TPMP" sous le million, "César/Oscars" très faible sur Canal+ », sur ozap.com (consulté le 19 février 2019)
130. ↑  « Audiences access 20h : "Quotidien" en tête des talks, "TPMP" repasse le million, "Les Marseillais" en forme », sur ozap.com (consulté le 21 février 2019)
131. ↑  « Audiences access 20h : Le JT de France 2 sous les 20%, "TPMP" demeure faiblard, "Les Marseillais" en baisse », sur ozap.com (consulté le 22 février 2019)
132. ↑  « Audiences access 20h : Le "20 Heures" de TF1 creuse l'écart, "Scènes de ménages" domine les fictions d'après-20 Heures », sur ozap.com (consulté le 23 février 2019)
133. ↑  « Audiences access 20h : "TPMP" leader des talks devant le best of de "Quotidien", record pour "Les Marseillais" sur W9 », sur ozap.com (consulté le 26 février 2019)
134. ↑  « Audiences access 20h : "TPMP" leader des talks en baisse, nouveau record pour "Les Marseillais" », sur ozap.com (consulté le 27 février 2019)
135. ↑  « Audiences access 20h : "TPMP" leader des talks, "Un si grand soleil" au top sur France 2 », sur ozap.com (consulté le 28 février 2019)
136. ↑  « Audiences access 20h : "TPMP" leader des talks en baisse, "Les Marseillais" au plus haut, "Scènes de ménages" en forme », sur ozap.com (consulté le 1er mars 2019)
137. ↑  « Audiences access 20h : "TPMP ouvert à tous" et le best of de "Quotidien" très proches, "Les Marseillais" au plus bas », sur ozap.com (consulté le 2 mars 2019)
138. ↑  « Audiences access 20h : Record de saison pour "Scènes de ménages", bon retour pour "Quotidien", "TPMP" en petite forme », sur ozap.com (consulté le 5 mars 2019)
139. ↑  « Audiences access 20h : "Quotidien" en baisse, "TPMP" en bonne forme, "Entrée libre" stable », sur ozap.com (consulté le 6 mars 2019)
140. ↑  « Audiences access 20h : "Quotidien" leader des talks, record de saison pour "Les Marseillais" », sur ozap.com (consulté le 7 mars 2019)
141. ↑  « Audiences access 20h : "Quotidien" large leader des talks, le "20 Heures" de France 2 en petite forme », sur ozap.com (consulté le 8 mars 2019)
142. ↑  « Audiences access 20h : "C'est Canteloup" puissant, "Le 20h le mag" en forme, "Les Marseillais" au plus bas », sur ozap.com (consulté le 9 mars 2019)
143. ↑  « Audiences access 20h : Anne-Sophie Lapix en forme, "Quotidien" bon leader talks, les feuilletons en forme », sur ozap.com (consulté le 12 mars 2019)
144. ↑  « Audiences access 20h : Les 20 Heures en baisse, "Le 19.45" en forme, nouveau record pour "Les Marseillais" », sur ozap.com (consulté le 13 mars 2019)
145. ↑  « Audiences access 20h : "TPMP" sous le million, "L'info du vrai, le mag" au plus bas, "Les Marseillais" au plus haut », sur ozap.com (consulté le 14 mars 2019)
146. ↑  « Audiences access 20h : "Quotidien" leader talks, "C à vous, la suite" et "Plus belle la vie" en forme », sur ozap.com (consulté le 15 mars 2019)
147. ↑  « Audiences access 20h : "Quotidien" leader des talks, "Plus belle la vie" et "Un si grand soleil" en grande forme », sur ozap.com (consulté le 16 mars 2019)
148. ↑  « Audiences access 20h : "Quotidien" leader des talks, "Plus belle la vie" devant "Un si grand soleil" », sur ozap.com (consulté le 19 mars 2019)
149. ↑  « Audiences access 20h : L'info de France 2 et de M6 en forme, "Quotidien" en légère baisse, "TPMP" stable », sur ozap.com (consulté le 20 mars 2019)
150. ↑  « Audiences access 20h : "Quotidien" et "TPMP" en hausse, "Plus belle la vie" en forme », sur ozap.com (consulté le 21 mars 2019)
151. ↑  « Audiences access 20h : "Quotidien" en hausse, "TPMP" recule, "Un si grand soleil" faible », sur ozap.com (consulté le 22 mars 2019)
152. ↑  « Audiences access 20h : Laurent Delahousse en forme sur France 2, record pour "Zoo Nursery Berlin" », sur ozap.com (consulté le 23 mars 2019)
153. ↑  « Audiences access 20h : "Quotidien" large leader des talks devant "TPMP", "PBLV" en forme », sur ozap.com (consulté le 26 mars 2019)
154. ↑  « Audiences access 20h : "Les Marseillais" en forme, "TPMP" en hausse, le "19.45" en recul », sur ozap.com (consulté le 27 mars 2019)
155. ↑  « Audiences access 20h : Anne-Sophie Lapix réduit son écart avec Gilles Bouleau, "Un si grand soleil" en bonne forme », sur ozap.com (consulté le 28 mars 2019)
156. ↑  « Audiences access 20h : Le "19.45" et "TPMP" en hausse, "Les Marseillais" au top, "Zoo Nursery Berlin" au plus bas », sur ozap.com (consulté le 29 mars 2019)
157. ↑  « Audiences access 20h : "Quotidien" en baisse, la P2 de "TPMP ouvert à tous" en forme, "Scènes de ménages" en net recul », sur ozap.com (consulté le 30 mars 2019)
158. ↑  « Audiences access 20h : Gilles Bouleau leader de l'info, "Quotidien" puissant leader talks, "C'est Canteloup" fédérateur », sur ozap.com (consulté le 2 avril 2019)
159. ↑  « Audiences access 20h : Anne-Sophie Lapix au top, "Tout le sport" boosté, "Grand Soleil" en petite forme », sur ozap.com (consulté le 3 avril 2019)
160. ↑  « Audiences access 20h : "Quotidien" bon leader talks, l'info de M6 en hausse, "Grand Soleil" retrouve des couleurs », sur ozap.com (consulté le 4 avril 2019)
161. ↑  « Audiences access 20h : "Quotidien" leader des talks, "Les Marseillais" en méforme, "L'info du vrai, le mag" au plus bas », sur ozap.com (consulté le 5 avril 2019)
162. ↑  « Audiences access 20h : Delahousse se rapproche de Coudray, la P2 de "TPMP ouvert à tous" progresse, "PBLV" en baisse », sur ozap.com (consulté le 6 avril 2019)
163. ↑  « Audiences access 20h : Anne-Sophie Lapix et "Plus belle la vie" en forme, "Quotidien" leader des talks », sur ozap.com (consulté le 9 avril 2019)
164. ↑  « Audiences access 20h : "Quotidien" leader des talks, "Tout le sport" en forme, "Un si grand soleil" au plus bas », sur ozap.com (consulté le 10 avril 2019)
165. ↑  « Audiences access 20h : "Quotidien" et "TPMP" en baisse, "Les Marseillais" en forme, "Un si grand soleil" remonte », sur ozap.com (consulté le 11 avril 2019)
166. ↑  « Audiences access 20h : "Quotidien" net leader talks, "28 minutes" en hausse, "L'info du vrai, le mag" toujours faible », sur ozap.com (consulté le 12 avril 2019)
167. ↑  « Audiences access 20h : "Quotidien" devant "TPMP", carton pour "Un si grand soleil" sur France 2 », sur ozap.com (consulté le 13 avril 2019)
168. ↑  « Audiences access 20h : L'allocution de Macron suivie, les JT de TF1 et France 2 en forme, "Le 19.45" faible », sur ozap.com (consulté le 17 avril 2019)
169. ↑  « Audiences access 20h : L'info très suivie, "Plus belle la vie" faible sur France 3 », sur ozap.com (consulté le 18 avril 2019)
170. ↑  « Audiences access 20h : Le JT de France 2 sous les 4 millions, "Quotidien" bon leader des talks, record pour "Une saison..." », sur ozap.com (consulté le 19 avril 2019)
171. ↑  « Audiences access 20h : "20h, le mag" en hausse, "Les Marseillais" au plus bas, "Quotidien" devant "TPMP ouvert à tous" », sur ozap.com (consulté le 20 avril 2019)
172. ↑  « Audiences samedi : "Les mystères de l'amour" au plus haut, Nagui devant Nikos, la Fed Cup booste France 4 », sur ozap.com (consulté le 21 avril 2019)
173. ↑  « Audiences access 20h : Les "20 Heures à un haut niveau, "Scènes de ménages" battue par "Un si grand soleil" », sur ozap.com (consulté le 23 avril 2019)
174. ↑  « Audiences access 20h : "TPMP" leader des talks, "Plus belle la vie" et "Tout le sport" en forme », sur ozap.com (consulté le 24 avril 2019)
175. ↑  « Audiences access 20h : Le "20 Heures de France 2 et "Les Marseillais" en grande forme, "TPMP" stable », sur ozap.com (consulté le 25 avril 2019)
176. ↑  « Audiences access 20h : "TPMP ouvert à tous" au plus haut, belle performance pour "Un si grand soleil" », sur ozap.com (consulté le 27 avril 2019)
177. ↑  « Audiences access 20h : "Quotidien" leader des talks, le "19.45", "Les Marseillais" et "TPMP" en grande forme », sur ozap.com (consulté le 30 avril 2019)
178. ↑  « Audiences access 20h : "Quotidien" leader des talks devant "TPMP", "Une saison au zoo" progresse », sur ozap.com (consulté le 1er mai 2019)
179. ↑  « Audiences access 20h : "Quotidien" leader des talks devant "TPMP", "Un si grand soleil" en forme », sur ozap.com (consulté le 2 mai 2019)
180. ↑  « Audiences access 20h : Petit effet Coupe du monde pour "Le 20h, le mag", le "19.45" de M6 en difficulté », sur ozap.com (consulté le 3 mai 2019)
181. ↑  « Audiences access 20h : Petit baisse de régime pour "Le 20h, le mag", "Grand soleil" brille sur France 2 », sur ozap.com (consulté le 4 mai 2019)
182. ↑  « Audiences samedi : Nikos leader de l'access, le "CSC" en forme sur Canal+, coup de mou pour "The Voice, la suite" », sur ozap.com (consulté le 5 mai 2019)
183. ↑  « Audiences access 20h : "Quotidien" leader des talks en grande forme, "Les Marseillais" en hausse », sur ozap.com (consulté le 7 mai 2019)
184. ↑  « Audiences access 20h : Ecart resserré entre les JT, "Quotidien" large leader talks, "Une saison au zoo" en forme », sur ozap.com (consulté le 8 mai 2019)
185. ↑  « Audiences access 20h : L'info de TF1 et "C'est Canteloup" en forme, "Un si grand soleil" en hausse », sur ozap.com (consulté le 9 mai 2019)
186. ↑  « Audiences access 20h : "Quotidien", "TPMP", et "C à vous, la suite" puissants, "Plus belle la vie" remonte », sur ozap.com (consulté le 10 mai 2019)
187. ↑  « Audiences access 20h : "Quotidien" leader des talks, "Les Marseillais" en forme pour la dernière sur W9 », sur ozap.com (consulté le 11 mai 2019)
188. ↑  « Audiences access 20h : Gilles Bouleau leader de l'info, "Quotidien" domine les talks, Moundir démarre bien sur W9 », sur ozap.com (consulté le 14 mai 2019)
189. ↑  « Audiences access 20h : "TPMP" en forme, "Apres la cérémonie" meilleur que "L'info du vrai, le mag" », sur ozap.com (consulté le 15 mai 2019)
190. ↑  « Audiences access 20h : "Quotidien" leader des talks, "Cannes 2019" plus fort que "L'info du vrai, le mag" », sur ozap.com (consulté le 16 mai 2019)
191. ↑  « Audiences access 20h : Gilles Bouleau domine l'info, "Quotidien" leader des talks, Moundir cartonne sur W9 », sur ozap.com (consulté le 17 mai 2019)
192. ↑  « Audiences access 20h : "Quotidien" domine les talks, "Un si grand soleil" leader des fictions d'après-20 Heures », sur ozap.com (consulté le 18 mai 2019)
193. ↑  « Audiences access 20h : Nouveau record pour "Moundir" sur W9, "Entrée libre" en grande forme sur France 5 », sur ozap.com (consulté le 21 mai 2019)
194. ↑  « Audiences access 20h : "Quotidien" leader des talks devant "TPMP", "C'est Canteloup" en hausse, "Moundir" au plus bas », sur ozap.com (consulté le 22 mai 2019)
195. ↑  « Audiences access 20h : "Quotidien" leader talks, "Plus belle la vie" en forme, "Cannes 2019" au plus bas », sur ozap.com (consulté le 23 mai 2019)
196. ↑  « Audiences access 20h : "Quotidien" leader des talks en hausse, le "20 Heures" de France 2 faible », sur ozap.com (consulté le 24 mai 2019)
197. ↑  « Audiences access 20h : "Quotidien" leader des talks sous le million, "Moundir" au plus bas, "Une saison au zoo" en forme », sur ozap.com (consulté le 25 mai 2019)
198. ↑  « Audiences access 20h : "Quotidien" leader talks, "28 minutes" en forme, Moundir en hausse sur W9 », sur ozap.com (consulté le 28 mai 2019)
199. ↑  « Audiences access 20h : "Quotidien" en légère baisse, "TPMP" stable, "Moundir" et "Un si grand soleil" faibles », sur ozap.com (consulté le 29 mai 2019)
200. ↑  « Audiences access 20h : "C'est Canteloup" et "Plus belle la vie" faibles, Moundir en hausse sur W9 », sur ozap.com (consulté le 30 mai 2019)
201. ↑  « Audiences access 20h : "Quotidien" et "TPMP" faibles avec leurs best of, les "20 Heures" résiste bien », sur ozap.com (consulté le 31 mai 2019)
202. ↑  « Audiences access 20h : Les "20 Heures" moins suivis, Moundir au plus bas, "Grand Soleil" brille sur France 2 », sur ozap.com (consulté le 1er juin 2019)
203. ↑  « Audiences access 20h : "Quotidien" bon leader des talks devant "TPMP", "Moundir" en hausse », sur ozap.com (consulté le 4 juin 2019)
204. ↑  « Audiences access 20h : Gilles Bouleau domine l'information, "Quotidien" leader des talks stable », sur ozap.com (consulté le 5 juin 2019)
205. ↑  « Audiences access 20h : "C'est Canteloup", "Le 20h, le mag" et "Scènes de ménages" en forme, "Quotidien leader talks », sur ozap.com (consulté le 6 juin 2019)
206. ↑  « Audiences access 20h : Le "20 Heures" de France 2 en petite forme, "Quotidien" devant "TPMP" », sur ozap.com (consulté le 7 juin 2019)
207. ↑  « Audiences access 20h : La cérémonie d'ouverture de la Coupe du monde très suivie sur TF1, les feuilletons en souffrance », sur ozap.com (consulté le 8 juin 2019)
208. ↑  « Audiences access 20h : Bouleau leader info, Lapix et De Moulins en forme, "L'info du sport" démarre faiblement », sur ozap.com (consulté le 11 juin 2019)
209. ↑  « Audiences access 20h : "Le 20h, le mag" en forme, "C à vous, la suite" au top, Moundir brille sur W9 », sur ozap.com (consulté le 12 juin 2019)
210. ↑  « Audiences access 20h : Gilles Bouleau en forme, "Quotidien" domine facilement "TPMP", "L'info du sport" boosté », sur ozap.com (consulté le 13 juin 2019)
211. ↑  « Audiences access 20h : "Quotidien" leader talks, "C'est Canteloup" et les feuilletons en forme », sur ozap.com (consulté le 14 juin 2019)
212. ↑  « Audiences access 20h : "TPMP ouvert à tous" en forme, "C'est Canteloup" en baisse, "L'info du sport" au plus bas », sur ozap.com (consulté le 15 juin 2019)
213. ↑  « Audiences access 20h : "Quotidien" leader talks, "Un si grand soleil" plus fort que "Scènes de ménages" », sur ozap.com (consulté le 18 juin 2019)
214. ↑  « Audiences access 20h : "Quotidien" en tête des talks, "Un si grand soleil" en grande forme, Moundir faible sur W9 », sur ozap.com (consulté le 19 juin 2019)
215. ↑  « Audiences access 20h : "Plus belle la vie" leader des fictions, "Quotidien" à un bon niveau sur TMC », sur ozap.com (consulté le 20 juin 2019)
216. ↑  « Audiences access 20h : "Quotidien" en forme, "Plus belle la vie" devant "Un si grand soleil" », sur ozap.com (consulté le 21 juin 2019)
217. ↑  « Audiences access 20h : "L'info du sport" et "Moundir et les apprentis aventuriers" au plus bas », sur ozap.com (consulté le 22 juin 2019)
218. ↑  « Audiences access 20h : Gilles Bouleau en grande forme, bon retour pour "En famille", record pour "L'info du sport" », sur ozap.com (consulté le 25 juin 2019)
219. ↑  « Audiences access 20h : L'info à un bon niveau, "En famille" faiblit en jour 2 », sur ozap.com (consulté le 26 juin 2019)
220. ↑  « Audiences access 20h : Les "20 Heures" en forme, "Plus belle la vie" leader des fictions quotidiennes », sur ozap.com (consulté le 27 juin 2019)
221. ↑  « Audiences access 20h : Anne-Sophie Lapix en grande forme, record pour "Une saison au zoo", "En famille" baisse encore », sur ozap.com (consulté le 28 juin 2019)
222. ↑  « Audiences access 20h : Coudray leader à 20h, la dernière de "Quotidien" impactée par le foot, Moundir au plus bas », sur ozap.com (consulté le 29 juin 2019)
223. ↑  « Audiences access 20h : Xavier de Moulins et "En famille" en grande forme, "Une saison au zoo" au plus haut », sur ozap.com (consulté le 2 juillet 2019)
224. ↑  « Audiences access 20h : Gilles Bouleau et Anne-Sophie Lapix puissants, "Tout le sport" et "Un si grand soleil" en forme », sur ozap.com (consulté le 3 juillet 2019)
225. ↑  « Audiences access 20h : "Plus belle la vie" et "Un si grand soleil" à un haut niveau, Moundir en baisse sur W9 », sur ozap.com (consulté le 4 juillet 2019)
226. ↑  « Audiences access 20h : Record de saison pour "Plus belle la vie", "Moundir" au plus haut sur W9 », sur ozap.com (consulté le 5 juillet 2019)
227. ↑  « Audiences access 20h : "Un si grand soleil" et "Une saison au zoo" en forme, Anne-Claire Coudray puissante », sur ozap.com (consulté le 6 juillet 2019)
228. ↑  « Audiences access 20h : L'info en forme, record pour "En famille" sur M6 », sur ozap.com (consulté le 9 juillet 2019)
229. ↑  « Audiences access 20h : Les JT toujours très suivis, "Un si grand soleil" en forme, record pour "En famille" sur M6 », sur ozap.com (consulté le 10 juillet 2019)
230. ↑  « Audiences access 20h : "PBLV" s'offre un record de saison, "Une saison au zoo" au plus haut », sur ozap.com (consulté le 11 juillet 2019)
231. ↑  « Audiences access 20h : "Le 20h, le mag" et "28 minutes" en forme, record pour "Une saison au zoo" », sur ozap.com (consulté le 12 juillet 2019)
232. ↑  « Audiences access 20h : "Un si grand soleil" plus fort que à "Plus belle la vie", flop pour le sport sur Canal+ », sur ozap.com (consulté le 13 juillet 2019)
233. ↑  « Audiences access 20h : L'info en forme, "En famille" plus fort que "Plus belle la vie" », sur ozap.com (consulté le 16 juillet 2019)
234. ↑  « Audiences access 20h : Record pour le "19.45" de M6, "Tout le sport" en forme sur France 3 », sur ozap.com (consulté le 17 juillet 2019)
235. ↑  « Audiences access 20h : L'info toujours bien suivie, record égalé pour "Plus belle la vie" », sur ozap.com (consulté le 18 juillet 2019)
236. ↑  « Audiences access 20h : "28 minutes" plus fort que les best of des talks, "Un si grand soleil" leader des fictions », sur ozap.com (consulté le 19 juillet 2019)
237. ↑  « Audiences access 20h : Le JT de TF1 leader, "Un si grand soleil" devant "Plus belle la vie" », sur ozap.com (consulté le 30 juillet 2019)
238. ↑  « Audiences access 20h : L'info à un haut niveau, "Tout le sport" et "Le 20h, le mag" en forme » (consulté le 30 juillet 2019)
239. ↑  « Audiences access 20h : Julian Bugier en grande forme au "20 Heures" de France 2, "Plus belle la vie" en hausse » (consulté le 30 juillet 2019)
240. ↑  « Audiences access 20h : Le "19.45" en hausse, record pour "Plus belle la vie", petite forme pour "En famille" », sur ozap.com (consulté le 30 juillet 2019)
241. ↑  « Audiences access 20h : Julien Bugier en grande forme, "Le 20h, le mag" puissant, "Une saison au zoo" au plus haut », sur ozap.com (consulté le 30 juillet 2019)
242. ↑  « Audiences access 20h : Crespo-Mara leader de l'info, Marteau en grande forme, "28 minutes" en hausse », sur ozap.com (consulté le 30 juillet 2019)
243. ↑  « Audiences access 20h : Le "20 Heures" de TF1 à un haut niveau, record pour "Tout le sport" sur France 3 », sur ozap.com (consulté le 30 juillet 2019)
244. ↑  « Audiences access 20h : Arnaud leader de l'info, Bugier et Douzillé en forme, "Le 20h, le mag" à un haut niveau », sur ozap.com (consulté le 31 juillet 2019)
245. ↑  « Audiences access 20h : Le "20 Heures" de TF1 puissant, "Un si grand soleil" en hausse, "En famille" en petite forme », sur ozap.com (consulté le 1er août 2019)
246. ↑  « Audiences access 20h : Arnaud en tête de l'info, belle hausse pour Bugier, "Un si grand soleil" très puissant », sur ozap.com (consulté le 2 août 2019)
247. ↑  « Audiences access 20h : "Un si grand soleil au top, Audrey Crespo-Mara devant Julien Benedetto », sur ozap.com (consulté le 3 août 2019)
248. ↑  « Audiences access 20h : Record pour Julian Bugier, "Tout le sport", "Un si grand soleil" et "PBLV" en forme », sur ozap.com (consulté le 6 août 2019)
249. ↑  « Audiences access 20h : L'info en baisse, "En famille" devant "Plus belle la vie" », sur ozap.com (consulté le 7 août 2019)
250. ↑  « Audiences access 20h : Pénalisé par un bug, le "20 Heures" de TF1 battu par France 2, record pour "Plus belle la vie" », sur ozap.com (consulté le 8 août 2019)
251. ↑  « Audiences access 20h : Le "20 Heures" de TF1 retrouve le leadership, les feuilletons quotidien en baisse », sur ozap.com (consulté le 9 août 2019)
252. ↑  « Audiences access 20h : "28 minutes" en forme, "Un si grand soleil" plus suivi que "Plus belle la vie" et "En famille" », sur ozap.com (consulté le 10 août 2019)
253. ↑  « Audiences access 20h : L'information en forme sur TF1, France 2 et M6,"Un si grand soleil" leader des fictions », sur ozap.com (consulté le 13 août 2019)
254. ↑  « Thomas Sotto et Amandine Bégot en forme, "Tout le sport" à un bon niveau sur France 3 », sur ozap.com (consulté le 14 août 2019)
255. ↑  « Audiences access 20h : Le "20 Heures" de France 2 talonné TF1, "Plus belle la vie" et "Tout le sport" en forme », sur ozap.com (consulté le 15 août 2019)
256. ↑  « Audiences access 20h : Le "20 Heures" de TF1 net leader, "En famille" en forme sur M6 », sur ozap.com (consulté le 16 août 2019)
257. ↑  « Audiences access 20h : Le JT de France 2 bat celui de TF1, "Un si grand soleil" leader des fictions », sur ozap.com (consulté le 17 août 2019)
258. ↑  « Audiences access 20h : Duel serré entre les "20 Heures" de TF1 et de France 2, "En famille" en forme », sur ozap.com (consulté le 20 août 2019)
259. ↑  « Audiences access 20h : Succès pour le "19.45" de M6, "Plus belle la vie" leader des fictions quotidiennes », sur ozap.com (consulté le 21 août 2019)
260. ↑  « Audiences access 20h : "Un si grand soleil" leader des fictions quotidiennes, "28 minutes" en grande forme », sur ozap.com (consulté le 22 août 2019)
261. ↑  « Audiences access 20h : Le "19.45" en grande forme, "Tout le sport" bien suivi, "Un si grand soleil" devant "PBLV" », sur ozap.com (consulté le 23 août 2019)
262. ↑  « Audiences access 20h : Audrey Crespo-Mara leader de l'info, bonne rentrée pour Nathalie Renoux », sur ozap.com (consulté le 24 août 2019)
263. ↑  « Audiences access 20h : L'interview d'Emmanuel Macron battue par TF1, retour en baisse pour "Scènes de ménages" », sur ozap.com (consulté le 27 août 2019)
264. ↑  « Audiences access 20h : Gilles Bouleau leader de l'info, "28 minutes" en hausse sur Arte », sur ozap.com (consulté le 28 août 2019)
265. ↑  « Audiences access 20h : "Un si grand soleil" en forme, le "19.45" et "Scènes de ménages" en hausse », sur ozap.com (consulté le 29 août 2019)
266. ↑  « Audiences access 20h : Le "19.45" au plus haut depuis 2013, "Un si grand soleil" en nette baisse », sur ozap.com (consulté le 30 août 2019)
267. ↑  « Audiences access 20h : "Un si grand soleil" et "Scènes de ménages" au plus haut, "Une saison au zoo" stable », sur ozap.com (consulté le 31 août 2019)
268. ↑  « Audiences access 20h : Retour en baisse pour "Quotidien" leader et "Les Marseillais", "TPMP" en hausse, "Clique" correct », sur ozap.com (consulté le 3 septembre 2019)
269. ↑  « Audiences access 20h : "Quotidien" leader, "Scènes de ménages" et "Un si grand soleil" au coude-à-coude », sur ozap.com (consulté le 4 septembre 2019)
270. ↑  « Audiences access 20h : "TPMP" et "Tout le sport" en forme, "Clique" encore en baisse sur Canal+ », sur ozap.com (consulté le 5 septembre 2019)
271. ↑  « Audiences access 20h : "28 minutes" puissant, égalité parfaite en "Scènes de ménages" et "Un si grand soleil" », sur ozap.com (consulté le 6 septembre 2019)
272. ↑  Égalité parfaite avec Scènes de ménages
273. ↑  « Audiences access 20h : "Un si grand soleil" en forme, "Quotidien" sous le million, "Les Marseillais" au plus bas sur W9 », sur ozap.com (consulté le 7 septembre 2019)
274. ↑  « Scènes de ménages : Anne-Elisabeth Blateau et Gérard Hernandez flanchent devant Un si grand soleil », sur toutelatele.com (consulté le 9 septembre 2019)
275. ↑  « Audiences access 20h : Anne-Sophie Lapix et "C à vous, la suite" au plus haut, la P1 de "Clique" en hausse », sur ozap.com (consulté le 10 septembre 2019)
276. ↑  « Audiences access 20h : L'info de France 3 et M6 en forme, records pour "Les Marseillais" et "Scènes de ménages" », sur ozap.com (consulté le 11 septembre 2019)
277. ↑  « Audiences access 20h : Le "20 Heures" de TF1 au plus bas, "Quotidien" leader des talks, "Clique" plonge sur Canal+ », sur ozap.com (consulté le 12 septembre 2019)
278. ↑  « Audiences access 20h : Le "19.45" et "Scènes de ménages" au plus bas, "Quotidien" leader des talks au top », sur ozap.com (consulté le 13 septembre 2019)
279. ↑  « Audiences access 20h : Le "19.45" et "Scènes de ménages" au plus bas, "Quotidien" leader des talks au top », sur ozap.com (consulté le 14 septembre 2019)
280. ↑  « Audiences access 20h : L'info de TF1 et de France 2 en forme, record pour "Quotidien" », sur ozap.com (consulté le 17 septembre 2019)
281. ↑  « Audiences access 20h : Record pour "Les Marseillais", le "19.45", "Le 20h, le mag" et "Clique" au plus bas », sur ozap.com (consulté le 18 septembre 2019)
282. ↑  « Audiences access 20h : "Quotidien" bon leader des talks, "Clique" et "Plus belle la vie" faibles », sur ozap.com (consulté le 19 septembre 2019)
283. ↑  « Audiences access 20h : "Quotidien" stable, "Les Marseillais" et "Tout le sport" en forme, Un si grand soleil" faible », sur ozap.com (consulté le 20 septembre 2019)
284. ↑  « Audiences access 20h : "TPMP ouvert à tous" progresse, "Clique" (P1) et "C à vous, la suite" au plus bas », sur ozap.com (consulté le 21 septembre 2019)
285. ↑  « Audiences access 20h : Bouleau et Lapix au top, record pour "Quotidien" et "TPMP", rentrée faible pour "C'est Canteloup" », sur ozap.com (consulté le 24 septembre 2019)
286. ↑  « Audiences access 20h : "Quotidien" leader des talks devant "TPMP", "C'est Canteloup" très faible », sur ozap.com (consulté le 25 septembre 2019)
287. ↑  « Audiences access 20h : "PBLV" au plus haut, "Quotidien" devant "TPMP", le "19.45" en petite forme », sur ozap.com (consulté le 26 septembre 2019)
288. ↑  « Audiences access 20h : "TPMP ouvert à tous" au plus haut, "Les Guignols" plus fort que "Clique", "PBLV" plonge », sur ozap.com (consulté le 28 septembre 2019)
289. ↑  « Audiences access 20h : Records pour les "20 Heures" de TF1 et de France 2, début correct pour Claire Chazal », sur ozap.com (consulté le 1er octobre 2019)
290. ↑  « Audiences access 20h : "Quotidien" devant "TPMP", record pour "Les Marseillais", "Un si grand soleil" en petite forme », sur ozap.com (consulté le 2 octobre 2019)
291. ↑  « Audiences access 20h : Le "20 Heures" de France 2, "Quotidien" et "Scènes de ménages" en forme, "Clique" faible », sur ozap.com (consulté le 3 octobre 2019)
292. ↑  « Audiences access 20h : Records pour "C'est Canteloup" et "Les Marseillais", "Quotidien" et "28 minutes" en forme », sur ozap.com (consulté le 4 octobre 2019)
293. ↑  « Audiences access 20h : Le "20 Heures" de France 2 en forme, "Un si grand soleil" devant "Scènes de ménages" », sur ozap.com (consulté le 5 octobre 2019)
294. ↑  « Audiences access 20h : Records pour "C'est Canteloup", "Quotidien", "Passage des arts" et "Un si grand soleil" », sur ozap.com (consulté le 8 octobre 2019)
295. ↑  « Audiences access 20h : "Quotidien" au plus haut depuis février, "C à vous, la suite" au top, "TPMP" sous le million », sur ozap.com (consulté le 9 octobre 2019)
296. ↑  « Audiences access 20h : "Quotidien" leader talks, "28 minutes" et "C à vous, la suite" au plus haut », sur ozap.com (consulté le 10 octobre 2019)
297. ↑  « Audiences access 20h : "C'est Canteloup" au top, "Quotidien" leader talks, "Une saison au zoo" en forme », sur ozap.com (consulté le 11 octobre 2019)
298. ↑  « Audiences access 20h : L'info en forme, "Un si grand soleil" leader des fictions » (consulté le 12 octobre 2019)
299. ↑  « Audiences access 20h : Record pour le "20 Heures" de TF1, "Quotidien" leader talks, "Un si grand soleil" faible », sur ozap.com (consulté le 15 octobre 2019)
300. ↑  « Audiences access 20h : "TPMP" et les feuilletons quotidien en hausse, "Le 20h, le mag" et "Clique" au plus bas », sur ozap.com (consulté le 16 octobre 2019)
301. ↑  « Audiences access 20h : Records pour "C'est Canteloup", "Le 20h, le mag" en forme, "Passage des arts" et "Clique" faibles », sur ozap.com (consulté le 17 octobre 2019)
302. ↑  « Audiences access 20h : "Quotidien" puissant leader talks, "Le 20h, la mag" faible, "Clique" en hausse », sur ozap.com (consulté le 18 octobre 2019)
303. ↑  « Audiences access 20h : Record pour "TPMP ouvert à tous", "Une saison au zoo" au plus haut sur France 4 », sur ozap.com (consulté le 19 octobre 2019)
304. ↑  « Audiences access 20h : "Quotidien" leader des talks, record pour "Un si grand soleil", "C à vous, la suite" au top », sur ozap.com (consulté le 22 octobre 2019)
305. ↑  « Audiences access 20h : Records pour "C à vous, la suite", "Tout le sport" et "Une saison au zoo", "Clique" au plus bas », sur ozap.com (consulté le 23 octobre 2019)
306. ↑  « Audiences access 20h : "Quotidien" leader talks, "C à vous, la suite" au top, "TPMP" en hausse, "28 minutes" en forme », sur ozap.com (consulté le 24 octobre 2019)
307. ↑  « Audiences access 20h : "Quotidien" leader des talks, record de saison pour "Une saison au zoo" », sur ozap.com (consulté le 25 octobre 2019)
308. ↑  « Audiences access 20h : L'info de France 2 talonne celle de TF1, "Quotidien" leader talks, Castaldi au plus haut sur C8 », sur ozap.com (consulté le 26 octobre 2019)
309. ↑  « Audiences access 20h : Records pour le "20 Heures" de TF1 et "Clique", "TPMP" plus suivi que le best of de "Quotidien" », sur ozap.com (consulté le 29 octobre 2019)
310. ↑  « Audiences access 20h : Records pour "Scènes de ménages", "C à vous", la suite" au top, "TPMP" en forme », sur ozap.com (consulté le 30 octobre 2019)
311. ↑  « Audiences access 20h : L'info de TF1 leader, "TPMP" en baisse, "Passage des arts" au top », sur ozap.com (consulté le 31 octobre 2019)
312. ↑  « Audiences access 20H: Record pour "Passage des arts", "TPMP" sous le million », sur ozap.com (consulté le 1er novembre 2019)
313. ↑  « Audiences access 20h : Record pour le "19.45" de M6 et "Une saison au zoo", "Les Marseillais" faible sur W9 », sur ozap.com (consulté le 2 novembre 2019)
314. ↑  « Audiences access 20h : "Quotidien" et "TPMP" en forme, records pour "C à vous, la suite" et "Passage des arts" », sur ozap.com (consulté le 5 novembre 2019)
315. ↑  « Audiences access 20h : Records pour "C à vous, la suite", "Les Marseillais" en forme, le "20 Heures" de France 2 faible », sur ozap.com (consulté le 6 novembre 2019)
316. ↑  « Audiences access 20h : "Quotidien" leader talks, "Clique" faible, "Plus belle la vie" en petite forme », sur ozap.com (consulté le 7 novembre 2019)
317. ↑  « Audiences access 20h : "Quotidien" leader devant "TPMP XXL", "Scènes de ménages" et "Les Marseillais" en forme », sur ozap.com (consulté le 8 novembre 2019)
318. ↑  « Audiences access 20h : Les "20 Heures" proches, "Quotidien" plus fort que "TPMP ouvert à tous", "28 minutes" en forme », sur ozap.com (consulté le 9 novembre 2019)
319. ↑  « Audiences access 20h : Record pour Bouleau, Lapix et Moulins, "Clique" (P1) et "Scènes de ménages" au plus haut », sur ozap.com (consulté le 12 novembre 2019)
320. ↑  « Audiences access 20h : "Quotidien" leader des talks devant "TPMP", "Tout le sport" et "C à vous, la suite" en forme », sur ozap.com (consulté le 13 novembre 2019)
321. ↑  « Audiences access 20h : Yann Barthès bon leader talks, Cyril Hanouna en forme, "Passage des arts" au plus haut », sur ozap.com (consulté le 14 novembre 2019)
322. ↑  « Audiences access 20h : Record historique pour "Quotidien", "TPMP" et "Un si grand soleil" au plus bas », sur ozap.com (consulté le 15 novembre 2019)
323. ↑  « Audiences access 20h : "Quotidien" au plus haut pour un vendredi, record pour "TPMP, ouvert à tous" », sur ozap.com (consulté le 16 novembre 2019)
324. ↑  « Audiences access 20h : Carton pour "C'est Canteloup" spécial morphing, records pour W9 et "Scènes de ménages" », sur ozap.com (consulté le 19 novembre 2019)
325. ↑  « Audiences access 20h : "Quotidien" leader des talks, "Les Marseillais" en nette baisse, "Plus belle la vie" en forme », sur ozap.com (consulté le 20 novembre 2019)
326. ↑  « Audiences access 20h : "Quotidien" puissant leader des talks, "Clique" et "Scènes de ménages" en forme », sur ozap.com (consulté le 21 novembre 2019)
327. ↑  « Audiences access 20h : "Quotidien" leader des talks, "TPMP XXL" en forme, "Les Marseillais" en baisse, "Clique" faible », sur ozap.com (consulté le 22 novembre 2019)
328. ↑  « Audiences access 20h : "Quotidien" leader des talks, bon niveau pour "TPMP ouvert à tous", "Le 20h, le mag" en baisse », sur ozap.com (consulté le 23 novembre 2019)
329. ↑  « Audiences access 20h : L'info de TF1 puissante, record de saison pour le "19.45", "Quotidien" et "TPMP" en forme », sur ozap.com (consulté le 26 novembre 2019)
330. ↑  « Audiences access 20h : "Quotidien" leader des talks en baisse, "TPMP" en petite forme, "Clique" toujours faible », sur ozap.com (consulté le 27 novembre 2019)
331. ↑  « Audiences access 20h : Record pour "28 minutes", "Passage des arts" et "Scènes de ménages" en forme », sur ozap.com (consulté le 28 novembre 2019)
332. ↑  « Audiences access 20h : "Quotidien" et "28 minutes" en forme, "Clique" en hausse », sur ozap.com (consulté le 29 novembre 2019)
333. ↑  « Audiences access 20h : "Quotidien" leader talks, "Les Marseillais" et "Plus belle la vie" en petite forme », sur ozap.com (consulté le 30 novembre 2019)
334. ↑  « Audiences access 20h : Record historique pour "Quotidien", "C'est Canteloup" au top, retour stable pour "Les Princes..." », sur ozap.com (consulté le 3 décembre 2019)
335. ↑  « Audiences access 20h : Record pour "C à vous, la suite", "Quotidien" à un haut niveau, "C'est Canteloup" en baisse », sur ozap.com (consulté le 4 décembre 2019)
336. ↑  « Audiences access 20h : Record pour "28 minutes", "Quotidien" et "Le 20h, le mag" en forme », sur ozap.com (consulté le 5 décembre 2019)
337. ↑  « Audiences access 20h : Les JT très suivis, "Quotidien" et "C'est Canteloup" en grande forme, "Les Princes" en baisse », sur ozap.com (consulté le 6 décembre 2019)
338. ↑  « Audiences access 20h : L'info de TF1 en forme, "Scènes de ménages" leader des fictions », sur ozap.com (consulté le 7 décembre 2019)
339. ↑  « Audiences access 20h : Record pour "Le 20h, le mag", "28 minutes", "C'est Canteloup" et "Scènes de ménages », sur ozap.com (consulté le 10 décembre 2019)
340. ↑  « Audiences access 20h : "C à vous, la suite" signe un record, "Les princes et les princesses de l'amour" au plus bas », sur ozap.com (consulté le 11 décembre 2019)
341. ↑  « Audiences access 20h : Edouard Philippe booste le "20 Heures" de TF1, "Quotidien" leader des talks devant "TPMP" », sur ozap.com (consulté le 12 décembre 2019)
342. ↑  « Audiences access 20h : "Quotidien" puissant leader des talks, "C à vous, la suite" à un bon niveau », sur ozap.com (consulté le 13 décembre 2019)
343. ↑  « Audiences access 20h : "C à vous, la suite" au plus haut, W9 au plus bas, "Un si grand soleil" en tête des fictions », sur ozap.com (consulté le 14 décembre 2019)
344. ↑  « Audiences access 20h : Les JT très suivis, "Touche pas à mon poste" au plus haut, "Quotidien" en grande forme », sur ozap.com (consulté le 17 décembre 2019)
345. ↑  « Audiences access 20h : Le "20 Heures" de France 2 au top, "TPMP" en baisse, "Quotidien" stable », sur ozap.com (consulté le 18 décembre 2019)
346. ↑  « Audiences access 20h : Records pour "Clique" et "C à vous, la suite", "Un si grand soleil" plus fort que "Scènes de ménages" », sur ozap.com (consulté le 19 décembre 2019)
347. ↑  « Audiences access 20h : Le "20 Heures" de TF1 et "C'est Canteloup" en forme, "Quotidien et "Clique en baisse », sur ozap.com (consulté le 20 décembre 2019)
348. ↑  « Audiences access 20h : "Quotidien" leader talks, "Passage des arts" en hausse, "Plus belle la vie" faible », sur ozap.com (consulté le 21 décembre 2019)
349. ↑  « Audiences access 20h : "Kem's" démarre timidement sur Canal+, "Scènes de ménages" en forme », sur ozap.com (consulté le 24 décembre 2019)
350. ↑  « Audiences access 20h : Les "20 Heures" en tête, les fictions peu suivis, carton pour C8 », sur ozap.com (consulté le 25 décembre 2019)
351. ↑  « Audiences access 20h : Les "20 Heures" en tête, les fictions peu suivies, carton pour C8 », sur ozap.com (consulté le 26 décembre 2019)
352. ↑  « Audiences access 20h :"Kem's" au plus bas, "Scènes de ménages" et "Un si grand soleil" au coude-à-coude », sur ozap.com (consulté le 27 décembre 2019)
353. ↑  « Audiences access 20h : "Kem's" au plus haut sur Canal+, "Un si grand soleil" en hausse », sur ozap.com (consulté le 28 décembre 2019)
354. ↑  « Audiences access 20h : Arnaud plus fort que Lacarrau, record pour "Les princes..." sur W9, "Kem's" faible sur C+ », sur ozap.com (consulté le 31 décembre 2019)
355. ↑  « Audiences access 20h : Les vœux du président plus suivis sur TF1 que sur France 2 », sur ozap.com (consulté le 1er janvier 2020)
356. ↑  « Audiences access 20h : Le "20 Heures" de France 2 au top, record pour le "19.45" de M6 », sur ozap.com (consulté le 2 janvier 2020)
357. ↑  « Audiences access 20h : Marie-Sophie Lacarrau s'offre un record sur France 2, "Un si grand soleil" en grande forme », sur ozap.com (consulté le 3 janvier 2020)
358. ↑  « Audiences access 20h : Les "20 Heures" au coude-à-coude, record pour "Les princes..." sur W9, "28 minutes" en forme », sur ozap.com (consulté le 4 janvier 2020)
359. ↑  « Audiences access 20h : "Quotidien" et "TPMP" de retour en forme, le "20 Heures" de France 2 puissant, record pour W9 », sur ozap.com (consulté le 7 janvier 2020)
360. ↑  « Audiences access 20h : "Quotidien" puissant leader talks, "Le Dakar" en hausse, "Plus belle la vie" faible », sur ozap.com (consulté le 8 janvier 2020)
361. ↑  « Audiences access 20h : "Quotidien" et "TPMP" de retour en forme, le "20 Heures" de France 2 puissant, record pour W9 », sur ozap.com (consulté le 9 janvier 2020)
362. ↑  « Audiences access 20h : Record pour "Les Princes", "Quotidien" leader talks en baisse, "Plus belle la vie" en hausse », sur ozap.com (consulté le 10 janvier 2020)
363. ↑  « Audiences access 20h : Coudray plus forte que Delahousse, France 4 boostée par le Dakar, "Quotidien" leader talks », sur ozap.com (consulté le 11 janvier 2020)
364. ↑  « Audiences access 20h : Bouleau en petite forme, "Quotidien" puissant, "Un si grand soleil" en forme », sur ozap.com (consulté le 14 janvier 2020)
365. ↑  « Audiences access 20h : Bouleau bon leader de l'info, le Dajar 2020 au plus haut, "Scènes de ménages" en hausse », sur ozap.com (consulté le 15 janvier 2020)
366. ↑  « Audiences access 20h : "Quotidien" bon leader talks,"TPMP" stable sur C8, Xavier de Moulins en forme », sur ozap.com (consulté le 16 janvier 2020)
367. ↑  « Audiences access 20h : "Quotidien" au plus haut, record pour le Dakar 2020, "Clique" égale son plus bas », sur ozap.com (consulté le 17 janvier 2020)
368. ↑  « Audiences access 20h : "Quotidien", "C à vous, la suite" et "Scènes de ménages" en forme, "Clique" faible », sur ozap.com (consulté le 18 janvier 2020)
369. ↑  « Audiences access 20h : Les "20 Heures" très suivis, "Quotidien" puissant, "Plus belle la vie" faible », sur ozap.com (consulté le 21 janvier 2020)
370. ↑  « Audiences access 20h : Record historique pour "Quotidien", Anne-Sophie Lapix en belle forme sur France 2 », sur ozap.com (consulté le 22 janvier 2020)
371. ↑  « Audiences access 20h : "Quotidien" leader talks en baisse, "TPMP" stable, "28 minutes" en forme », sur ozap.com (consulté le 23 janvier 2020)
372. ↑  « Audiences access 20h : Record historique égalé pour "Quotidien", "C à vous, la suite" et le "20 Heures" de TF1 en forme », sur ozap.com (consulté le 24 janvier 2020)
373. ↑  « Audiences access 20h : L'info de TF1 en forme, "Un si grand soleil" devant "Scènes de ménages" », sur ozap.com (consulté le 25 janvier 2020)
374. ↑  « Audiences access 20h : "Quotidien" bon leader talks, "TPMP" en grande forme, record pour "C à vous, la suite" », sur ozap.com (consulté le 28 janvier 2020)
375. ↑  « Audiences access 20h : Yann Barthès bat son record historique, "Les princes et les princesses de l'amour" au top », sur ozap.com (consulté le 29 janvier 2020)
376. ↑  « Audiences access 20h : "C à vous, la suite" au plus haut, record historique pour "Les Princes", "Le 20h, le mag" faible », sur ozap.com (consulté le 30 janvier 2020)
377. ↑  « Audiences access 20h : "Quotidien" toujours en grande forme, Anne-Sophie Lapix réduit son écart avec TF1 », sur ozap.com (consulté le 31 janvier 2020)
378. ↑  « Audiences access 20h : "Quotidien" leader des talks, "28 minutes" et "Les Princes..." en forme », sur ozap.com (consulté le 1er février 2020)
379. ↑  « Audiences access 20h : "Quotidien" toujours au top, "TPMP", "28 minutes" et "Scènes de ménages" en grande forme », sur ozap.com (consulté le 4 février 2020)
380. ↑  « Audiences access 20h : Duel serré entre Gilles Bouleau et Anne-Sophie Lapix, "Quotidien" en baisse », sur ozap.com (consulté le 5 février 2020)
381. ↑  « Audiences access 20h : "Quotidien" et "TPMP" stables, le "19.45" faible sur M6 », sur ozap.com (consulté le 6 février 2020)
382. ↑  « Audiences access 20h : "C'est Canteloup" et "Les Princes" au top, "Clique" et "Plus belle la vie" faibles », sur ozap.com (consulté le 7 février 2020)
383. ↑  « Audiences access 20h : Les "20 Heures" de TF1 et de France 2 au coude-à-coude, "Un si grand soleil" en forme », sur ozap.com (consulté le 8 février 2020)
384. ↑  « Audiences access 20h : Julian Bugier en belle forme, "Quotidien" leader talks devant "TPMP" », sur ozap.com (consulté le 11 février 2020)
385. ↑  « Audiences access 20h : "Clique" au plus haut, Bouleau leader de l'info, "Un si grand soleil" faible », sur ozap.com (consulté le 12 février 2020)
386. ↑  « Audiences access 20h : Bouleau devance largement Bugier, "TPMP" signe un faible score, "Un si grand soleil" en hausse », sur ozap.com (consulté le 13 février 2020)
387. ↑  « Audiences access 20h : TF1 en tête de l'info, "Quotidien" et "28 minutes" en baisse », sur ozap.com (consulté le 14 février 2020)
388. ↑  « Audiences access 20h : Anne-Claire Coudray devant Laurent Delahousse, "Quotidien" en forme », sur ozap.com (consulté le 15 février 2020)
389. ↑  « Audiences access 20h : Le "20 Heures" de France 2 puissant, "Les Marseillais" et "Un si grand soleil" en forme », sur ozap.com (consulté le 18 février 2020)
390. ↑  « Audiences access 20h : "TPMP" en baisse, "Tout le sport" et "Les Marseillais" en forme », sur ozap.com (consulté le 19 février 2020)
391. ↑  « Audiences access 20h : "28 minutes" plus suivi que le best of de "Quotidien", "C'est Canteloup" en forme », sur ozap.com (consulté le 20 février 2020)
392. ↑  « Audiences access 20h : Record pour "Les Marseillais", "28 minutes" en forme, "Passage des arts" faible », sur ozap.com (consulté le 21 février 2020)
393. ↑  « Audiences access 20h : Audrey Crespo-Mara au coude-à-coude avec Laurent Delahousse, Les Marseillais au plus bas », sur ozap.com (consulté le 22 février 2020)
394. ↑  « Audiences access 20h : "TPMP" et "C'est Canteloup" en forme, "Quotidien" leader talks, "Les Marseillais" au plus bas », sur ozap.com (consulté le 25 février 2020)
395. ↑  « Audiences access 20h : "Tout le sport" en forme, "Le 20h le mag" en petite forme, "Clique faible" », sur ozap.com (consulté le 26 février 2020)
396. ↑  « Audiences access 20h : Bouleau en tête de l'info, Lapix en hausse sur France 2, "Quotidien" leader des talks », sur ozap.com (consulté le 27 février 2020)
397. ↑  « Audiences access 20h : TF1 en tête de l'info, "Quotidien" et "28 minutes" en baisse », sur ozap.com (consulté le 28 février 2020)
398. ↑  « Audiences access 20h : Record historique pour "Clique" spécial César, "Quotidien" large leader des talks », sur ozap.com (consulté le 29 février 2020)
399. ↑  « Audiences access 20h : Duel serré entre les "20 Heures", "Quotidien" puissant, "C à vous, la suite" faible », sur ozap.com (consulté le 3 mars 2020)
400. ↑  « Audiences access 20h : "TPMP" et "Scènes de ménages" en forme, le "20 Heures" de TF1 en hausse », sur ozap.com (consulté le 4 mars 2020)
401. ↑  « Audiences access 20h : TF1 en tête de l'info, "Quotidien" et "28 minutes" en baisse », sur ozap.com (consulté le 5 mars 2020)
402. ↑  « Audiences access 20h : "C'est Canteloup" en grande forme, "Quotidien" au top, baisse de régime pour "Les Marseillais" », sur ozap.com (consulté le 6 mars 2020)
403. ↑  « Audiences access 20h : "Quotidien" à un très haut niveau, "28 minutes" devant "TPMP" », sur ozap.com (consulté le 7 mars 2020)
404. ↑  « Audiences access 20h : Record pour "Un si grand soleil", "Plus belle la vie" en petite forme, "Clique" au plus bas », sur ozap.com (consulté le 10 mars 2020)
405. ↑  « Audiences access 20h : Record historique pour "Quotidien", "TPMP" et "Un si grand soleil" en baisse », sur ozap.com (consulté le 11 mars 2020)
406. ↑  « Audiences access 20h : "Quotidien" leader talks, "La Villa des cœurs brisés" au plus bas, "Scènes de ménages" en hausse », sur ozap.com (consulté le 12 mars 2020)
407. ↑  « Audiences access 20h : Coudray et Delahousse très suivis, "Clique, la suite" et "Un si grand soleil" en forme », sur ozap.com (consulté le 14 mars 2020)
408. ↑  « Audiences samedi : Records pour "C dans l'air" et "Joker", les JT très suivis », sur ozap.com (consulté le 15 mars 2020)
409. ↑  « Audiences access 20h : Bon retour pour "Un si grand soleil", "A prendre ou à laisser" (P1) au plus bas », sur ozap.com (consulté le 2 juin 2020)
410. ↑  « Audiences access 20h : "Scènes de ménages" en forme, "Quotidien" en baisse, "A prendre ou à laisser" en hausse », sur ozap.com (consulté le 3 juin 2020)
411. ↑  « Audiences access 20h : Record historique pour "Quotidien", "A prendre ou à laisser" et "Un si grand soleil" en forme », sur ozap.com (consulté le 4 juin 2020)
412. ↑  « Audiences access 20h : "Jouons à la maison" passe le million, Cyril Hanouna stable à un bon niveau, "Clique" faible », sur ozap.com (consulté le 5 juin 2020)
413. ↑  « Audiences access 20h : Canteloup puissant, "28 minutes" en forme, Alex Goude au million », sur ozap.com (consulté le 6 juin 2020)
414. ↑  « Audiences access 20h : Record historique pour "Quotidien", "A prendre ou à laisser" au plus haut, "28 minutes" en forme », sur ozap.com (consulté le 9 juin 2020)
415. ↑  « Audiences access 20h : "Quotidien" puissant leader talks, "Les Marseillais" et "A prendre ou à laisser" en forme », sur ozap.com (consulté le 10 juin 2020)
416. ↑  « Audiences access 20h : "Quotidien" au-dessus des 2 millions, "28 minutes" et "Scènes de ménages" au top », sur ozap.com (consulté le 11 juin 2020)
417. ↑  Christophe Gazzano, « Audiences access 20h : Le "20 Heures" de France 2 et "Les Marseillais" en forme, record pour "A prendre ou à laisser" », sur ozap.com (consulté le 12 juin 2020)
418. ↑  « Audiences access 20h : Coudray domine l'info, "Quotidien" leader talks, "Un si grand soleil" en très grande forme », sur ozap.com (consulté le 13 mai 2020)
419. ↑  « Audiences access 20h : Bouleau bon leader de l'info, "C à vous, la suite" et "Un si grand soleil" en très grande forme », sur ozap.com (consulté le 16 juin 2020)
420. ↑  « Audiences access 20h : "Quotidien" leader talks en hausse, record pour Alex Goude, "A prendre ou à laisser" en forme », sur ozap.com (consulté le 17 juin 2020)
421. ↑  « Audiences access 20h : "Quotidien" passe la barre des 2 millions, "28 minutes" et "C à vous, la suite" en hausse », sur ozap.com (consulté le 18 juin 2020)
422. ↑  « Audiences access 20h : Lapix en forme, "A prendre ou à laisser" au top, "C à vous, la suite" égale son record », sur ozap.com (consulté le 19 juin 2020)
423. ↑  « Audiences access 20h : "Quotidien" leader talks, record pour Alex Goude sur France 3, "Un si grand soleil" en forme », sur ozap.com (consulté le 20 juin 2020)
424. ↑  « Audiences access 20h : Bouleau en grande forme, "Un si grand soleil" en hausse », sur ozap.com (consulté le 23 juin 2020)
425. ↑  « Audiences access 20h : "Quotidien" en forme, "Jouons à la maison" en hausse, "Un si grand soleil" en repli », sur ozap.com (consulté le 24 juin 2020)
426. ↑  « Audiences access 20h : "C'est Canteloup" et "Quotidien" en repli, "Scènes de ménages" en petite forme », sur ozap.com (consulté le 25 juin 2020)
427. ↑  « Audiences access 20h : "C'est Canteloup" et "Quotidien" en repli, "Scènes de ménages" en petite forme », sur ozap.com (consulté le 26 juin 2020)
428. ↑  « Audiences access 20h : "C'est Canteloup" et "Quotidien" en repli, "Scènes de ménages" en petite forme », sur ozap.com (consulté le 27 juin 2020)
429. ↑  « Audiences access 20h : Bon retour pour "En famille" sur M6, "Plus belle la vie" faible, record pour Alex Goude », sur ozap.com (consulté le 30 juin 2020)
430. ↑  « Audiences access 20h : Record pour "Jouons à la maison", "28 minutes" talonne le best of de "Quotidien" », sur ozap.com (consulté le 1er juillet 2020)
431. ↑  « Audiences access 20h : L'info bien suivie, "Plus belle la vie" progresse, "En famille" en baisse », sur ozap.com (consulté le 2 juillet 2020)
432. ↑  « Audiences access 20h : Le "19.45" et "28 minutes" en forme, "Plus belle la vie" et "En famille" en baisse », sur ozap.com (consulté le 3 juillet 2020)
433. ↑  « Audiences access 20h : L'intervention de Jean Castex très suivie sur TF1, "Un si grand soleil" au top, "PBLV" à la peine », sur ozap.com (consulté le 4 juillet 2020)
434. ↑  « Audiences access 20h : L'information de TF1 et France 2 en grande forme, "Un si grand soleil" en baisse », sur ozap.com (consulté le 7 juillet 2020)
435. ↑  « Audiences access 20h : L'information de TF1 et France 2 en grande forme, "Un si grand soleil" en baisse », sur ozap.com (consulté le 8 juillet 2020)
436. ↑  « Audiences access 20h : Record pour "28 minutes" sur Arte, "Un si grand soleil" en hausse, "En famille" au plus bas », sur ozap.com (consulté le 9 juillet 2020)
437. ↑  « Audiences access 20h : "Plus belle la vie" au top, "Jouons à la maison" et "28 minutes" en belle forme », sur ozap.com (consulté le 10 juillet 2020)
438. ↑  « Audiences access 20h : "En famille" en forme, "La Gaule d'Antoine" en hausse, "Plus belle la vie" faible », sur ozap.com (consulté le 11 juillet 2020)
439. ↑  « Audiences access 20h : L'info en baisse, "Un si grand soleil" série leader », sur ozap.com (consulté le 14 juillet 2020)
440. ↑  « Audiences access 20h : "Le 19.45" en forme, "Jouons à la maison" stable, "Un si grand soleil" leader des fictions », sur ozap.com (consulté le 15 juillet 2020)
441. ↑  « Audiences access 20h : Le JT de TF1 en forme, "Jouons à la maison" en baisse, "Un si grand soleil" leader des fictions », sur ozap.com (consulté le 16 juillet 2020)
442. ↑  « Audiences access 20h : Le "20 Heures" de France 2 en forme, "Plus belle la vie" et "Un si grand soleil" en hausse », sur ozap.com (consulté le 17 juillet 2020)
443. ↑  « Audiences access 20h : "Un si grand soleil" au top, record pour Alex Goude, "La Gaule d'Antoine" faiblit », sur ozap.com (consulté le 18 juillet 2020)
444. ↑  « Audiences access 20h : Le "20 Heures" de TF1 en belle forme, "En famille" en hausse », sur ozap.com (consulté le 21 juillet 2020)
445. ↑  « Audiences access 20h : Emmanuel Macron bien suivi sur TF1, "28 minutes" et "Plus belle la vie" en repli », sur ozap.com (consulté le 22 juillet 2020)
446. ↑  « Audiences access 20h : "Jouons à la maison" stable sur France 3, "Plus belle la vie" remonte, "En famille" en repli », sur ozap.com (consulté le 23 juillet 2020)
447. ↑  « Audiences access 20h : Bugier réduit son écart avec Arnaud, "Plus belle la vie" au top, "28 minutes" en forme », sur ozap.com (consulté le 24 juillet 2020)
448. ↑  « Audiences access 20h : Pas d'effet Sarkozy sur TF1, Bugier en grande forme, "Un si grand soleil" en hausse », sur ozap.com (consulté le 28 juillet 2020)
449. ↑  « Audiences access 20h : L'info de TF1 en hausse, "28 minutes" stable, "Plus belle la vie" et "En famille" en baisse », sur ozap.com (consulté le 29 juillet 2020)
450. ↑  « Audiences access 20h : "Un si grand soleil" en belle forme, petit score pour "Plus belle la vie", Alex Goude stable », sur ozap.com (consulté le 30 juillet 2020)
451. ↑  « Audiences access 20h : Le "20 Heures" de France 2 en belle hausse, "28 minutes" en petite forme, "PBLV" remonte », sur ozap.com (consulté le 31 juillet 2020)
452. ↑  « Audiences access 20h : Julian taquine Julien, "Plus belle la vie" au top devant "En famille" », sur ozap.com (consulté le 4 août 2020)
453. ↑  « Audiences access 20h : Les "20 Heures" proches, "Le 19.45" en petite forme, "En famille" dépasse "PBLV" », sur ozap.com (consulté le 7 août 2020)
454. ↑  « Audiences access 20h : Julien Arnaud distance Julian Bugier, "Le 19.45" affaibli par son lead-in », sur ozap.com (consulté le 7 août 2020)
455. ↑  « Audiences access 20h : Julien creuse l'écart avec Julian, "Le 19.45" progresse, "En famille" dépasse "PBLV" », sur ozap.com (consulté le 7 août 2020)
456. ↑  « Audiences access 20h : Les "20 Heures" proches, "PBLV" double "En famille", "La gaule d'Antoine" faible », sur ozap.com (consulté le 8 août 2020)
457. ↑  « Audiences access 20h : Arnaud gagne le match des Julien de l'info, retour correct pour "Tout le sport" », sur ozap.com (consulté le 11 août 2020)
458. ↑  « Audiences access 20h : Julien Arnaud domine Julien Benedetto, Florence Trainar en hausse », sur ozap.com (consulté le 12 août 2020)
459. ↑  « Audiences access 20h : "Tout le sport" au plus bas, "La gaule d'Antoine"' en hausse, "En famille" et "PBLV" proches », sur ozap.com (consulté le 13 août 2020)
460. ↑  « Audiences access 20h : Le "19.45" en forme, "Plus belle la vie" bat "En famille" », sur ozap.com (consulté le 14 août 2020)
461. ↑  « Audiences access 20h : "En famille" faible, l'information en forme », sur ozap.com (consulté le 15 août 2020)
462. ↑  « Audiences access 20h : L'info puissante, record pour "Tout le sport", "En famille" devant "Plus belle la vie" », sur ozap.com (consulté le 18 août 2020)
463. ↑  « Audiences access 20h : L'info en baisse, "Tout le sport" et "Un si grand soleil" en petite forme », sur ozap.com (consulté le 19 août 2020)
464. ↑  « Audiences access 20h : "La Gaule d'Antoine" en forme, "28 minutes" en baisse, "Plus belle la vie" progresse », sur ozap.com (consulté le 20 août 2020)
465. ↑  « Audiences access 20h : Arnaud leader de l'info, Sotto en hausse sur France 2, "En famille" progresse », sur ozap.com (consulté le 21 août 2020)
466. ↑  « Audiences access 20h : Duel serré entre les "20 Heures", "28 minutes" et "Un si grand soleil" en forme », sur ozap.com (consulté le 22 août 2020)
467. ↑  « Audiences access 20h : L'info de M6 en forme, "28 minutes" au top, "Scènes de ménages" réussit son retour », sur ozap.com (consulté le 25 août 2020)
468. ↑  « Audiences access 20h : Le "20 Heures" de TF1 leader en légère baisse, "Tout le sport" en forme », sur ozap.com (consulté le 26 août 2020)
469. ↑  « Audiences access 20h : Le "20 Heures" de TF1 net leader, "Scènes de ménages" au top, "Un si grand soleil" stable », sur ozap.com (consulté le 27 août 2020)
470. ↑  « Audiences access 20h : Carton pour le "19.45" de M6, "Tout le sport" et "Plus belle la vie" en baisse », sur ozap.com (consulté le 28 août 2020)
471. ↑  « Audiences access 20h : "28 minutes" en forme, "Un si grand soleil" à un haut niveau, "Plus belle la vie" en hausse », sur ozap.com (consulté le 29 août 2020)
472. ↑  « Audiences access 20h : "Quotidien" au top, petite rentrée pour "A prendre ou à laisser", record pour "Tout le sport" », sur ozap.com (consulté le 1er septembre 2020)
473. ↑  « Audiences access 20h : "Quotidien" en recul, "A prendre ou à laisser" et "C à vous, la suite" en hausse », sur ozap.com (consulté le 12 septembre 2020)
474. ↑  « Audiences access 20h : "Quotidien" leader talks en hausse, "Les Marseillais" progresse, "L'info du vrai, le mag" plonge », sur ozap.com (consulté le 12 septembre 2020)
475. ↑  « Audiences access 20h : "Quotidien" leader talks en recul, "Passage des arts" et "28 minutes" en baisse », sur ozap.com (consulté le 12 septembre 2020)
476. ↑  « Audiences access 20h : "Quotidien" leader talk, "Un si grand soleil" en hausse, "Les Marseillais" en baisse », sur ozap.com (consulté le 12 septembre 2020)
477. ↑  « Audiences access 20h : "C à vous, la suite" et "Scènes de ménages" au top, "28 minutes" au plus bas », sur ozap.com (consulté le 12 septembre 2020)
478. ↑  « Audiences access 20h : Lapix au top, "Quotidien" et "TPMP" en baisse, Moreau et "Scènes de ménages" au plus haut », sur ozap.com (consulté le 12 septembre 2020)
479. ↑  « Audiences access 20h : Record historique pour "Un si grand soleil", "Quotidien" leader talks en nette hausse », sur ozap.com (consulté le 12 septembre 2020)
480. ↑  « Audiences access 20h : "Quotidien" au top boosté par Sarkozy, "Les Marseillais" au plus bas, record pour Chazal », sur ozap.com (consulté le 12 septembre 2020)
481. ↑  « Audiences access 20h : "Les Marseillais" au plus bas sur W9, "Un si grand soleil" devant "Scènes de ménages" », sur ozap.com (consulté le 12 septembre 2020)
482. ↑  « Audiences access 20h : Hanouna au million, Lemoine au top, "Les Marseillais" en forme, "Une saison au zoo" au plus bas », sur ozap.com (consulté le 15 septembre 2020)
483. ↑  « Audiences access 20h : Record pour "Les Marseillais", "Quotidien" en forme, "TPMP" en hausse », sur ozap.com (consulté le 16 septembre 2020)
484. ↑  « Audiences access 20h : L'info de TF1 au plus bas, record de saison pour Chazal, "Quotidien" leader talks en hausse », sur ozap.com (consulté le 19 septembre 2020)
485. ↑  « Audiences access 20h : Lapix en forme réduit son écart avec TF1, "Quotidien" et "TPMP" en baisse », sur ozap.com (consulté le 19 septembre 2020)
486. ↑  « Audiences access 20h : "Quotidien" leader talks, "TPMP ouvert à tous" progresse, "Plus belle la vie" au plus bas », sur ozap.com (consulté le 19 septembre 2020)
487. ↑  « Audiences access 20h : Bouleau et Moulins au plus haut, record pour "TPMP", "28 minutes" en hausse », sur ozap.com (consulté le 23 septembre 2020)
488. ↑  « Audiences access 20h : Record pour "Les Marseillais", "Une saison au zoo" au top, "Un si grand soleil" au plus bas », sur ozap.com (consulté le 23 septembre 2020)
489. ↑  « Audiences access 20h : "Un si grand soleil" et "C'est Canteloup" en hausse, "Scènes de ménages" et "PBLV" au plus bas », sur ozap.com (consulté le 24 septembre 2020)
490. ↑  « Audiences access 20h : Petit démarrage pour Hapsatou Sy, "Plus belle la vie" en petite forme », sur ozap.com (consulté le 26 septembre 2020)
491. ↑  « Audiences access 20h : Record pour "Quotidien", Gilles Bouleau, Xavier de Moulins et "Les Marseillais" au top », sur ozap.com (consulté le 29 septembre 2020)
492. ↑  « Audiences access 20h : "Quotidien" bon leader talks, Hanouna proche du million, "28 minutes" en forme », sur ozap.com (consulté le 30 septembre 2020)
493. ↑  « Audiences access 20h : Bouleau et Lapix au plus bas, Barthès puissant, Hanouna stable, record pour Quin », sur ozap.com (consulté le 1er octobre 2020)
494. ↑  « Audiences access 20h : "Quotidien" leader talks, "C à vous, la suite", "28 minutes" et les fictions en forme », sur ozap.com (consulté le 4 octobre 2020)
495. ↑  « Audiences access 19h : Carole Gaessler leader devant Ingrid Chauvin, Yann Barthès et Yves Calvi au top », sur ozap.com (consulté le 7 octobre 2020)
496. ↑  « Audiences access 20h : Barthès en baisse, Hanouna au million, Lapix et Lemoine au plus bas », sur ozap.com (consulté le 7 octobre 2020)
497. ↑  « Audiences access 20h : "Quotidien" en forme, "TPMP" en baisse, record pour Claire Chazal sur France 5 », sur ozap.com (consulté le 8 octobre 2020)
498. ↑  « Audiences access 20h : Bouleau bon leader de l'info, "Scènes de ménages" en forme, "Plus belle la vie" au plus bas », sur ozap.com (consulté le 9 octobre 2020)
499. ↑  « Audiences access 20h : Anne-Claire Coudray domine l'info, record pour "28 minutes", "TPMP Week-end" faible », sur ozap.com (consulté le 10 octobre 2020)
500. ↑  « Audiences samedi : la finale dames de Roland-Garros au même niveau que l'an dernier, records pour l'access de France 5 », sur ozap.com (consulté le 11 octobre 2020)
501. ↑  « Audiences access 20h : "Quotidien" signe un record, le "19.45" au plus haut, "C à vous, la suite" et "TPMP" en forme », sur ozap.com (consulté le 14 octobre 2020)
502. ↑  « Audiences access 20h : Lapix au plus haut sur France 2, records pour "Scènes de ménages" et "Plus belle la vie" », sur ozap.com (consulté le 14 octobre 2020)
503. ↑  « Audiences access 20h : Lapix au plus haut sur France 2, records pour "Scènes de ménages" et "Plus belle la vie" », sur ozap.com (consulté le 17 octobre 2020)
504. ↑  « Audiences access 20h : "Quotidien" puissant leader talks, "TPMP" au million, record pour "C à vous, la suite" », sur ozap.com (consulté le 17 octobre 2020)
505. ↑  « Audiences access 20h : Les JT de TF1 et F2 proches, "Quotidien" leader talks, "Scènes de ménages" leader des fictions », sur ozap.com (consulté le 17 octobre 2020)
506. ↑  « Audiences samedi : Records pour "50' inside" et le "19/20" de France 3, Laurent Ruquier au plus bas », sur ozap.com (consulté le 18 octobre 2020)
507. ↑  « Audiences access 20h : "TPMP" leader talks au plus haut, records pour "28 minutes", "Les Marseillais" et les "20 Heures" », sur ozap.com (consulté le 20 octobre 2020)
508. ↑  « Audiences access 20h : Le "20 Heures" de France 2 au plus haut, record pour le "19.45", "C'est Canteloup" faible », sur ozap.com (consulté le 21 octobre 2020)
509. ↑  « Audiences access 20h : Karine Baste-Régis au top sur France 2, "Un si grand soleil" puissant, "Les Marseillais" en forme », sur ozap.com (consulté le 22 octobre 2020)
510. ↑  « Audiences access 20h : Arnaud très suivi, "C'est Canteloup" en forme, "28 minutes" en hausse, "TPMP" stable », sur ozap.com (consulté le 23 octobre 2020)
511. ↑  « Audiences access 20h : Le "20 Heures" de TF1 puissant leader, "28 minutes" en forme, record pour "TPMP ouvert à tous" », sur ozap.com (consulté le 24 octobre 2020)
512. ↑  « Audiences access 20h : Lapix et Moulins au plus haut, "Scènes de ménages" passe la barre des 5 millions », sur ozap.com (consulté le 27 octobre 2020)
513. ↑  « Audiences access 20h : Bouleau en forme, Lapix au top, Barthès en hausse, Hanouna sous le million », sur ozap.com (consulté le 28 octobre 2020)
514. ↑  « Audiences access 20h : Barthès puissant au-dessus des 2 millions, record pour Moulins et "Plus belle la vie" », sur ozap.com (consulté le 10 novembre 2020)
515. ↑  « Audiences access 20h : Gilles Bouleau creuse l'écart avec Anne-Sophie Lapix, "Quotidien" au-dessus des 2 millions », sur ozap.com (consulté le 11 novembre 2020)
516. ↑  « Audiences access 20h : Record historique pour "28 minutes", l'info très plébiscitée, "Quotidien" en forme », sur ozap.com (consulté le 12 novembre 2020)
517. ↑  « Audiences access 20h : "Quotidien" larger leader talks, Lapix en hausse, record pour "C'est Canteloup" », sur ozap.com (consulté le 13 novembre 2020)
518. ↑  « Audiences access 20h : "Quotidien" et "Scènes de ménages" au top, "TPMP" au million, "Un si grand soleil" faible », sur ozap.com (consulté le 14 novembre 2020)
519. ↑  « Audiences access 20h : Double record pour "Quotidien", "Les Marseillais" au plus haut, "Un si grand soleil" en forme », sur ozap.com (consulté le 17 novembre 2020)
520. ↑  « Audiences access 20h : Record historique pour "28 minutes", "Les Marseillais" au-dessus du million, "TPMP" en hausse », sur ozap.com (consulté le 19 novembre 2020)
521. ↑  « Audiences access 20h : Record pour "Touche pas à mon poste", "28 minutes" très haut, "C'est Canteloup" en forme », sur ozap.com (consulté le 20 novembre 2020)
522. ↑  « Audiences access 20h : L'info en forme, record pour "TPMP Week-End", "Les Mamans" au plus haut », sur ozap.com (consulté le 22 novembre 2020)